# Palacio de las Tullerías
El palacio de las Tullerías (en francés: Palais des Tuileries) fue un palacio imperial y real situado en el centro de París, formando junto al Louvre un único complejo arquitectónico.
Construido como maison de plaisance (capricho) para la reina madre Catalina de Médicis, el palacio se usó raramente hasta 1789. En plena efervescencia de la Revolución francesa, Luis XVI y su familia trasladaron su residencia de Versalles a las Tullerías; a partir de entonces, el palacio se convertiría en la principal residencia de los monarcas franceses en el siglo XIX. Por metonimia, "las Tullerías" pasó a designar la jefatura del Estado francés y fue el centro político de Francia de 1789 a 1870.
Durante mayo de 1871, el palacio de las Tullerías fue uno de los varios edificios oficiales incendiados por los miembros de la Comuna de París. El nuevo régimen republicano decidió su demolición definitiva en 1883.
Del antiguo palacio solo se conserva el anexo jardín de las Tullerías, que alberga el Museo de la Orangerie y la simétrica Galería Nacional del Juego de Palma. El palacio de las Tullerías se situaba justo entre el jardín homónimo (oeste) y el actual Museo del Louvre (este).

## Origen del nombre
El nombre es una castellanización del original francés Palais des Tuileries, cuya traducción correcta sería Palacio de las tejerías, nombrado así por las fábricas de tejas (tuiles en francés) que existían antiguamente en lo que luego sería el emplazamiento del palacio, las cuales se derruyeron para permitir su construcción.

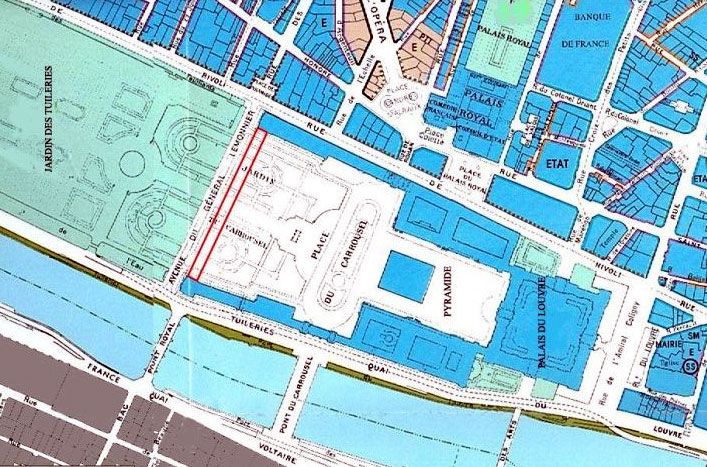
Localización del palacio (líneas rojas), entre las dos alas del Louvre que se abren al Jardin des Tuileries.

## Historia
Antes de la construcción del palacio, ocupaban los terrenos solares vacíos y fábricas de tejas (tuiles en francés), situados fuera de la murallas que Carlos V había mandado construir durante la segunda mitad del siglo XIV.

### Lamaison de plaisancede Catalina de Médicis (1563-1582)
Tras la muerte de su esposo, el rey Enrique II de Francia, la reina madre Catalina de Médicis pidió al arquitecto Philibert de l'Orme edificar allí un palacio. La intención era que el edificio sirviera de retiro para la Reina Madre, lejos del tumulto de la corte (situada en el cercano Louvre), pero al mismo tiempo lo suficientemente cerca para mantener una cierta influencia política. Asimismo, el amplio jardín italiano que se tenía que construir anexo al palacio, buscaba rememorar a los jardines florentinos en los que la reina Catalina había pasado su infancia.

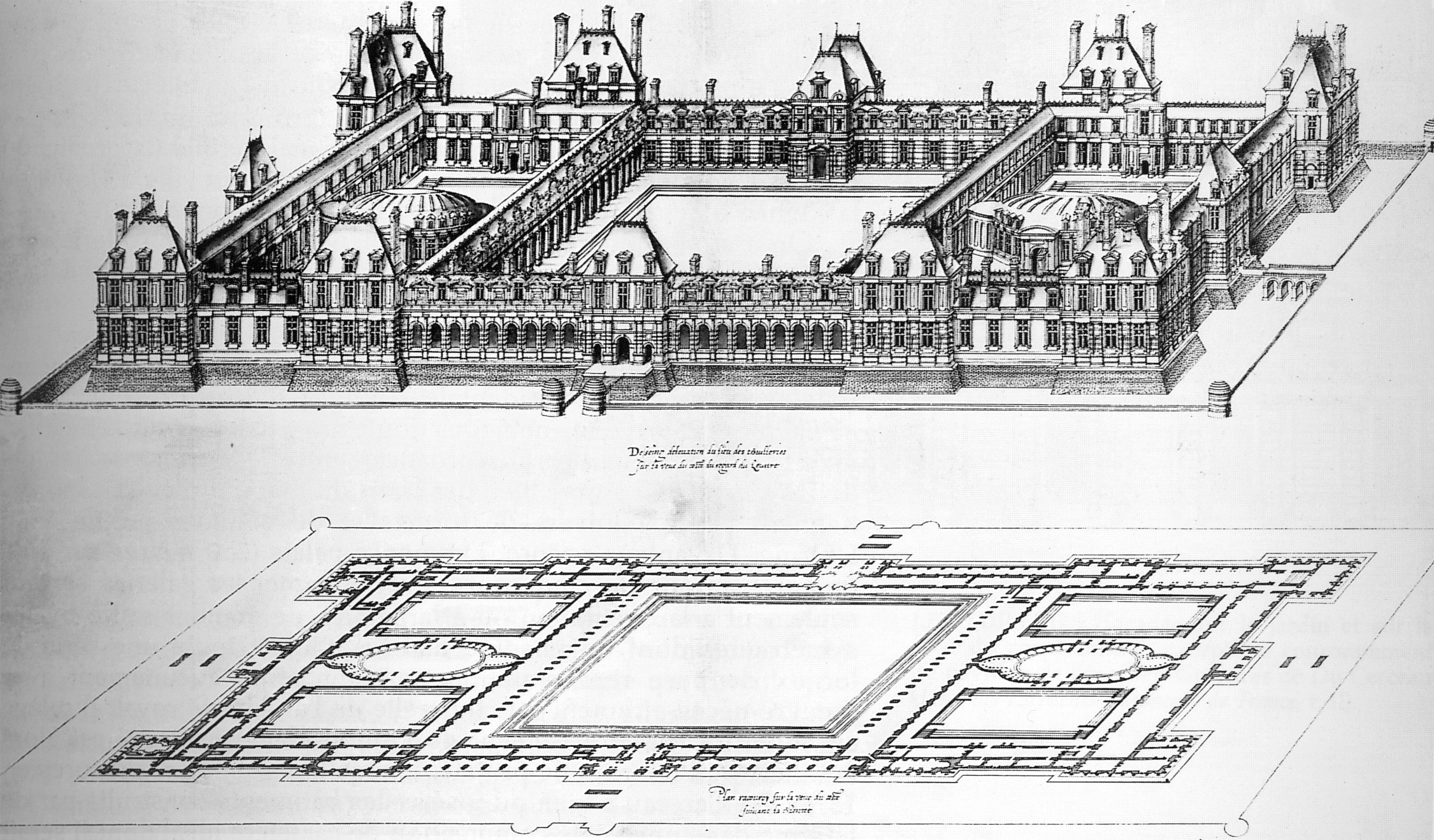
Elevación y planta del proyecto original del palacio.

La idea inicial proyectaba la construcción de un edificio rectangular organizado alrededor de tres patios interiores y conformado por pabellones conectados por galerías. La profusa decoración escultórica de las fachadas, típica del renacimiento francés, recordaba al Ala de Francisco I en el Blois o a la fachada que Pierre Lescot había construido pocos años antes en el Louvre.

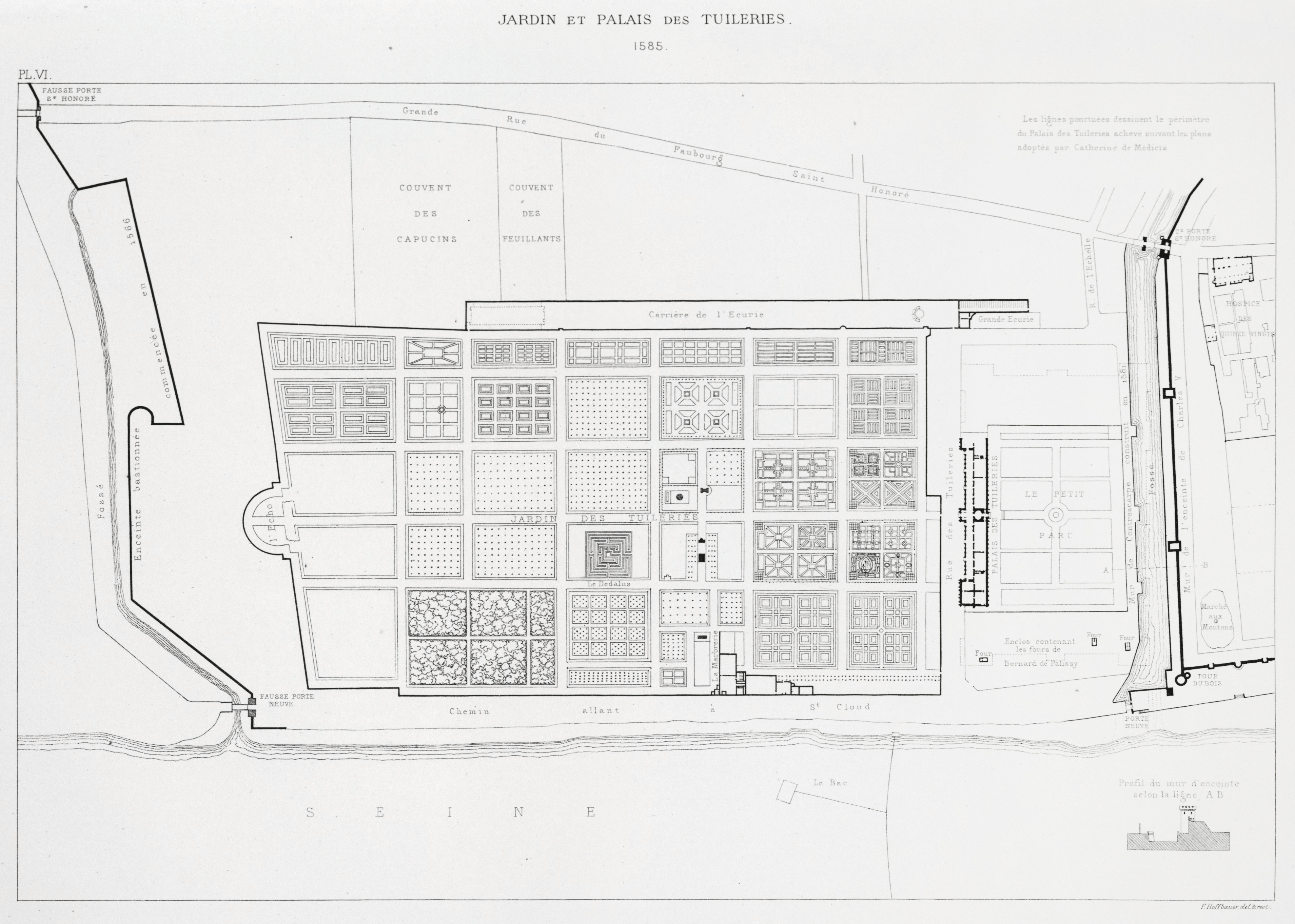
El palacio (inacabado) y el jardín hacia 1570.

Sin embargo, el proyecto original jamás llegó a terminarse. Iniciado en 1563, las obras avanzaron de forma lenta. Tras la muerte de De l'Orme en 1570 le sustituyó Jean Bullant, aunque todo se paralizó hacia 1574 y Bullant murió cuatro años después. Cuenta la leyenda, que la supersticiosa Catalina recibió un día la predicción de que moriría "cerca de Saint-Germain" y, creyendo que se trataba de la cercana de iglesia parroquial de Saint-Germain, la reina ordenó paralizar las obras de las Tullerías. Lo más probable, no obstante, es que el proyecto avanzara con lentitud a causa de la inestabilidad política, los conflictos religiosos y ciertas dificultades económicas. A partir de 1572, Catalina de Médicis trasladó su residencia al hoy desaparecido Hôtel de Soissons.
Durante el reinado de Enrique III, hubo un efímero reinicio de las obras, de 1578 a 1582, bajo la dirección de Baptiste Androuet du Cerceau, hijo del afamado tratadista Jacques Androuet du Cerceau. Así pues, del proyecto original, solo llegó a emerger del suelo un ala, la que daba al jardín, apenas un sexto de todo lo proyectado. En el centro de dicha ala había un pabellón cubierto por una cúpula elíptica, al sur el llamado Pavillon Bullant en honor a su arquitecto, y al norte un pabellón inacabado del que solo se llegó a construir la planta baja.

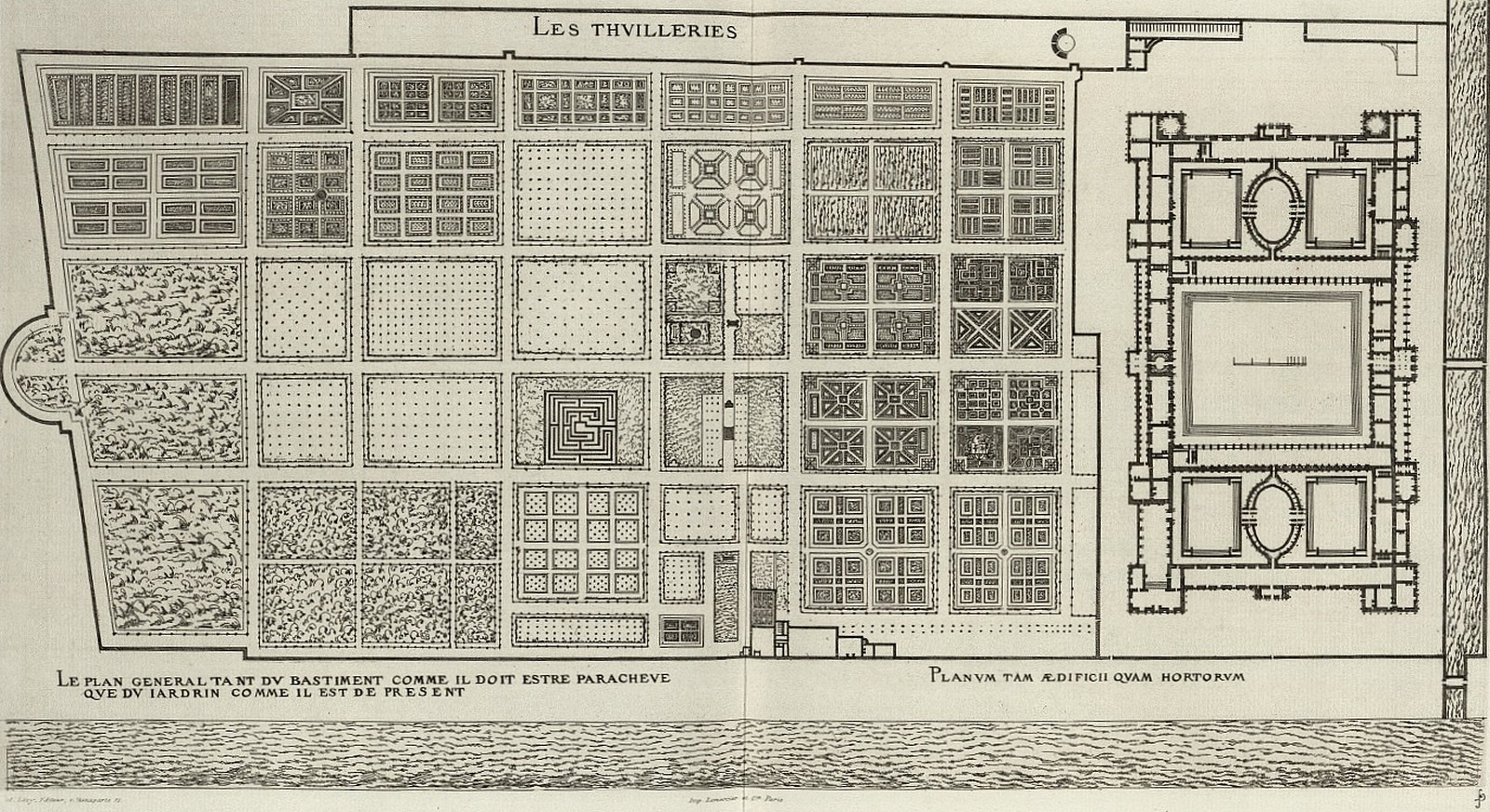
Proyecto original de De l'Orme del palacio y el jardín de las Tullerías.

Sí que se llegó a terminar, sin embargo, el anexo jardín de las Tullerías, ejemplo de jardín italiano, y que sirvió de lugar de esparcimiento a la corte, alojada en el Louvre. A través de dicho jardín, el rey Enrique III huiría de París en mayo de 1588 durante el Día de las barricadas. Catalina de Médicis falleció en 1589 y su hijo Enrique III murió asesinado el mismo año.

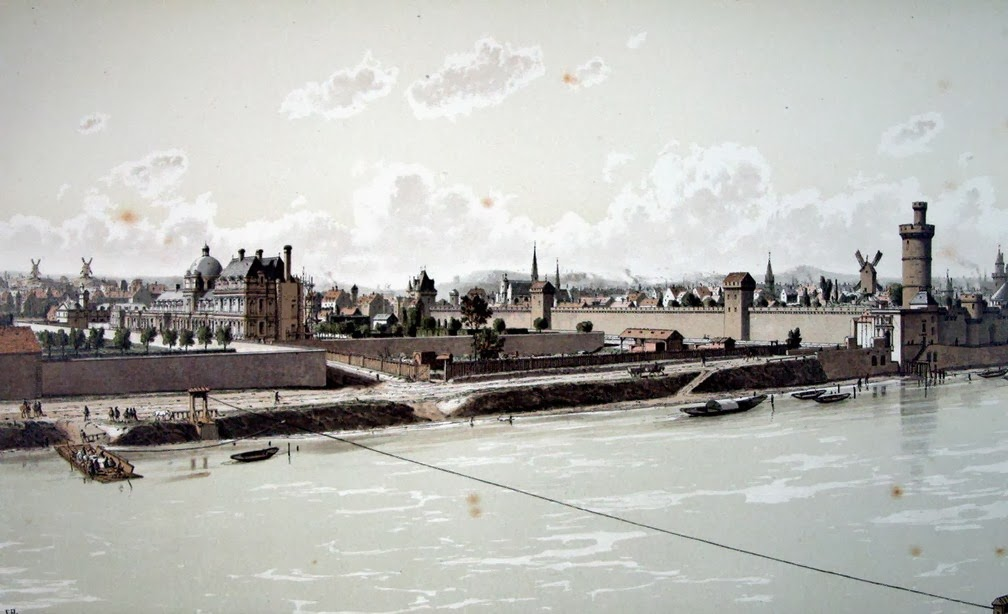
El inacabado palacio de las Tullerías hacia 1570, según un grabado de Theodor Hoffbauer.

### ElGrand Desseinde Enrique IV (1595-1609)
Después de años de conflictos religiosos y políticos, la llegada del primer Borbón al trono de Francia, Enrique IV, supuso, a la par, el inicio de una etapa de estabilidad y de fiebre constructiva. Grandes proyectos como la Place Dauphine, la Place Royale o el Château Neuf de Saint-Germain-en-Laye son prueba de ello.

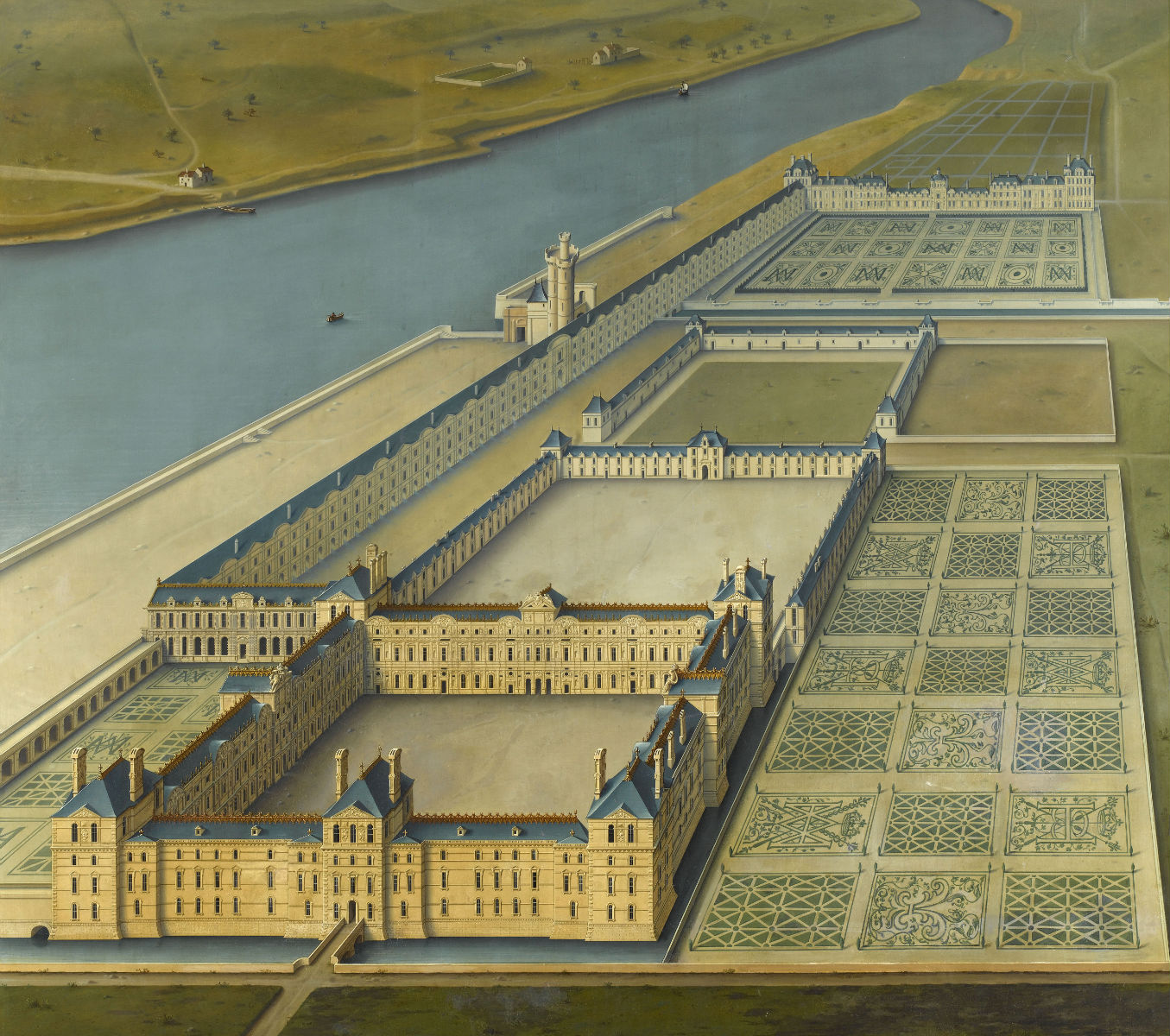
El Grand Dessein, según un fresco del castillo de Fontainebleau.

Instalado en el Louvre, Enrique IV decidió unir dicho palacio con las Tullerías: el proyecto se llamó el Grand Dessein (el Gran Proyecto), no obstante, aunque se sabe que el propio soberano tomó parte activa en los diseños, se desconoce el nombre del arquitecto, barajándose, sin mucha certidumbre, los nombres de Jacques II Androuet du Cerceau y Louis Métezeau. Entre 1595 y 1607 se construyó una larga galería, la Grande Galerie, paralela al río Sena, que unía ambos palacios. Al oeste, en su unión con las Tullerías, se erigió, de 1603-1609, el Gros Pavillon, un monumental pabellón, más tarde llamado Pavillon de Flore. Al este, otra galería, la Petite Galerie, servía de conexión con el Louvre. A partir de entonces, la evolución histórica y arquitectónica del Louvre y de las Tullerías estaría inextrincablemente ligada.

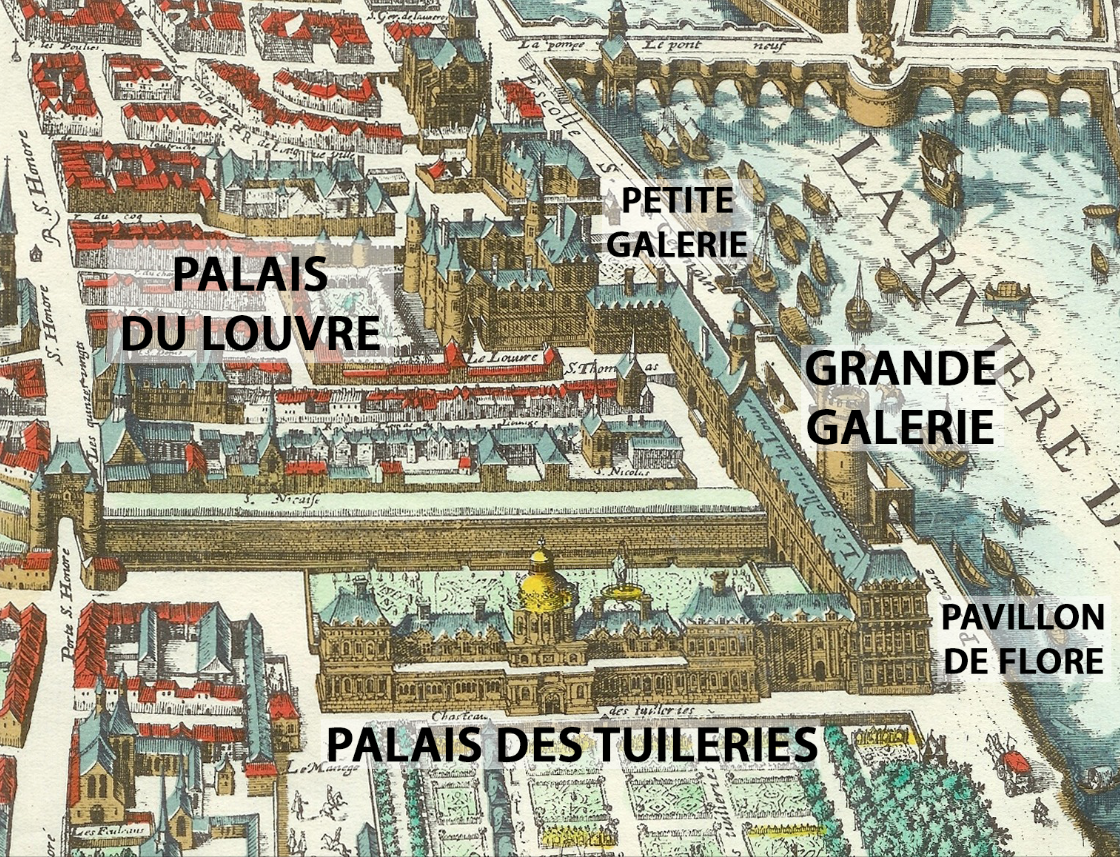
El complejo Louvre-Tuileries en 1615, según el mapa Merian.

La muerte de Enrique IV en 1610 sumió otra vez a las Tullerías en un periodo de letargo, paralelamente, sin embargo, el palacio del Louvre experimentaba importantes transformaciones arquitectónicas.

### La ampliación barroca de Luis XIV (1659-1667)
Las Tullerías conocieron entonces un periodo de abandono. Durante el reinado de Luis XIII, las obras de ampliación de Louvre acapararon la atención de la Corona. Dichas obras se prolongaron bajo el reinado de su hijo y sucesor, Luis XIV. Fue, sin embargo, este último quien decidió reanudar las obras del palacio. Como la ampliación del Louvre renacentista parecía eternizarse, el Rey Sol y su superintendente Colbert decidieron, paralelamente, la ampliación de las Tullerías, para que éstas sirvieran de residencia alternativa. El afamado arquitecto Louis Le Vau, que había construido Vaux y que más tarde ampliaría Versalles, fue el encargado de dirigir las obras, junto con su discípulo François d'Orbay.
Desde 1659 y hasta 1662, Le Vau se encargó de corregir la disimetría del viejo palacio de Catalina de Médici: el Pavillon de Flore recibió su pendant con el Pavillon de Marsan (situado en el extremo norte), del mismo modo que el Pavillon du Théâtre equilibraba al Pavillon Bullant. En esta nueva sección norte se edificó, además, el elemento más llamativo del interior del palacio: un teatro. La inmensa sala se empezó en 1660 y fue inaugurada el 7 de febrero de 1662 con el ballet Ercole Amante de Franceso Cavalli y pronto recibió el nombre de Salle des Machines (Sala de las Máquinas) debido a sus elaborados mecanismos, obra de los ingenieros italianos Gaspare y Carlo Vigarani. Con un aforo de casi 4000 espectadores, la Salle des Machines se consideró una de las mayores de Europa. No obstante, su éxito fue efímero. Además de la inauguración de 1662, la sala solo se usaría otra vez en 1671 para la première de la tragedia ballet Psyché de Moliere.

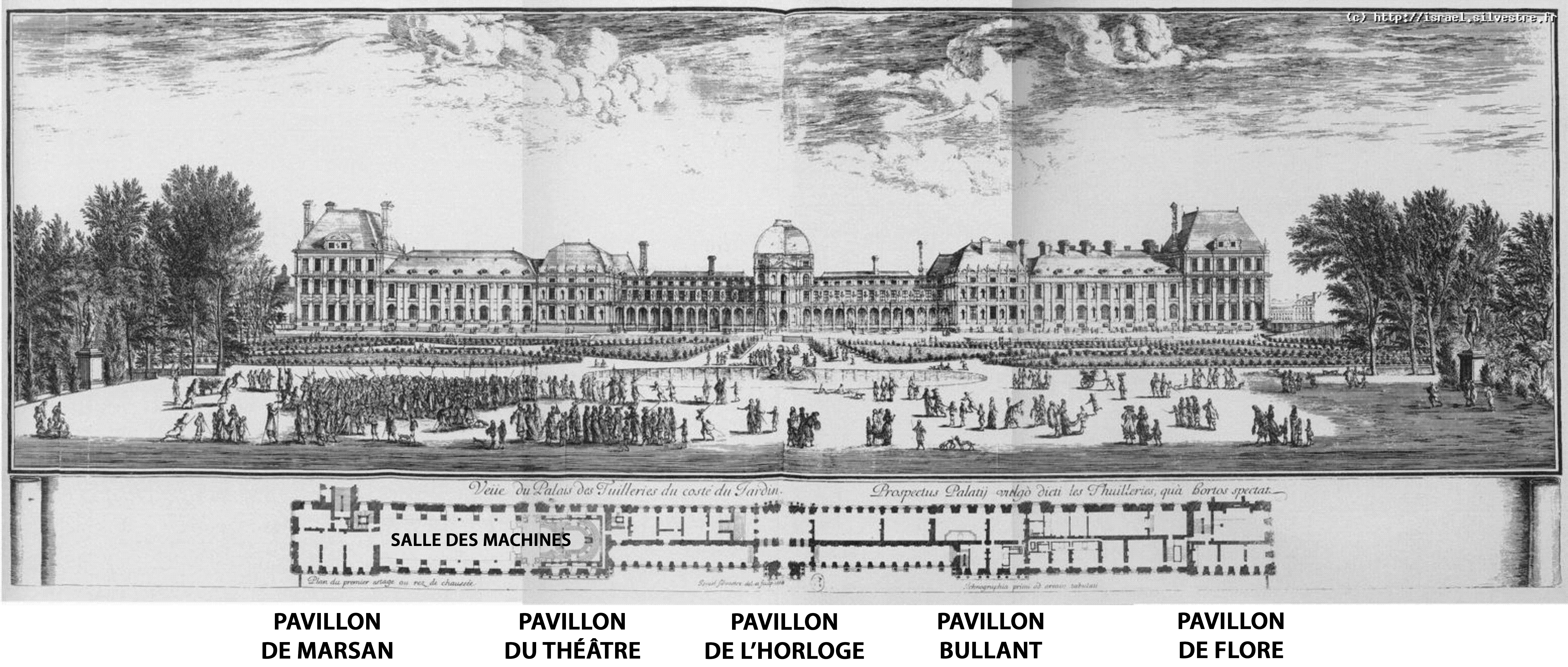
La nueva fachada oeste de las Tullerías en época de Luis XIV con todos los pabellones.

A continuación, el objetivo de Le Vau fue armonizar los estilos disparejos de las distintas construcciones (la exuberancia renacentista, por un lado, y la monumentalidad barroca, por otro). Por ello, entre 1662 y 1665 el viejo palacio del siglo XVI se remodeló por completo, todas las fachadas se rehicieron de nuevo en estilo clasicista francés, y de la obra de Philibert de l'Orme solo sobrevivieron las arquerías o loggias que daban al jardín. También se rehízo el viejo pabellón central con su cúpula elíptica y en su lugar se erigió un pabellón al estilo del Pavillon de Flore y de Marsan con una cúpula cuadrangular, dicho pabellón recibió el nombre de Pavillon de l'Horloge a causa del reloj que había en una de sus fachadas. Las fachadas de las Tullerías alcanzaron entonces una longitud de 328 metros.
Los alrededores del Palacio de las Tullerías sufrirían también importantes transformaciones durante el reinado de Luis XIV. Al oeste, André le Nôtre remodeló el jardín homónimo. Desde 1664, el paisajista transformó el recluido jardín à l'italienne en un grandioso jardín à la française; se anunciaban, ya, los fastos de Versalles. En la zona este, otro pequeño jardín se eliminó para crear una amplia cour d'honneur. En dicho patio se celebró, en junio de 1662, un carrusel (desfile militar) que daría nombre al lugar: la Place du Carrousel (plaza del Carrusel).

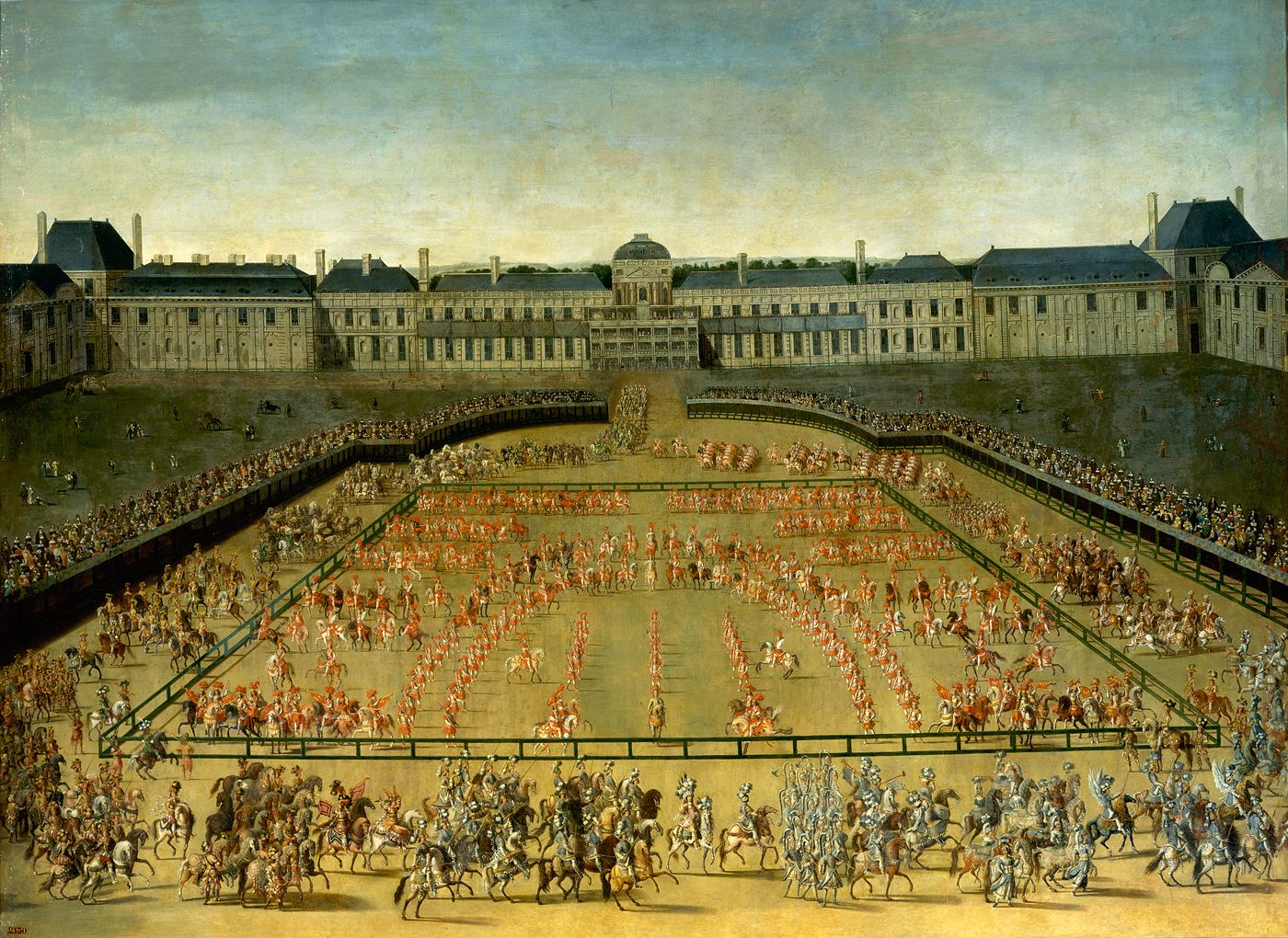
Carrusel celebrado por Luis XIV en 1662, fachada este de las Tullerías.

Por último, los interiores fueron completamente remozados de 1666 a 1667, recibieron una suntuosa decoración basándose en frescos rodeados de elaboradas cartelas y estucos dorados. La planta principal del palacio se organizó de la siguiente manera:
- el Grand Appartement de Luis XIV (cara al Carrousel): Escalera, Salón de la Cúpula (en el pabellón central), Sala de Guardias, Antecámara, Chambre de parade (Dormitorio de ceremonia), Gran Gabinete y Galería de los Embajadores.
- el Petit Appartement de Luis XIV (cara al jardín): Antecámara, Dormitorio, Oratorio y Gabinete.
- el Appartement de la reina María Teresa de Austria (cara al jardín): Sala, Antecámara, Chambre de parade, Dormitorio, Gabinete y Oratorio.
- la mitad norte del palacio la ocupaban la capilla y la Salle des Machines.

Los aposentos de la planta baja repetían una distribución muy parecida:
- el Grand Appartment bajo y el Petit Appartment bajo de Luis XIV: idéntica distribución que los de arriba, pero sin galería, estaban destinados a la vida diaria del monarca.
- el Appartment del delfín Luis de Francia: se situaba justo debajo del de su madre la reina y con igual distribución.

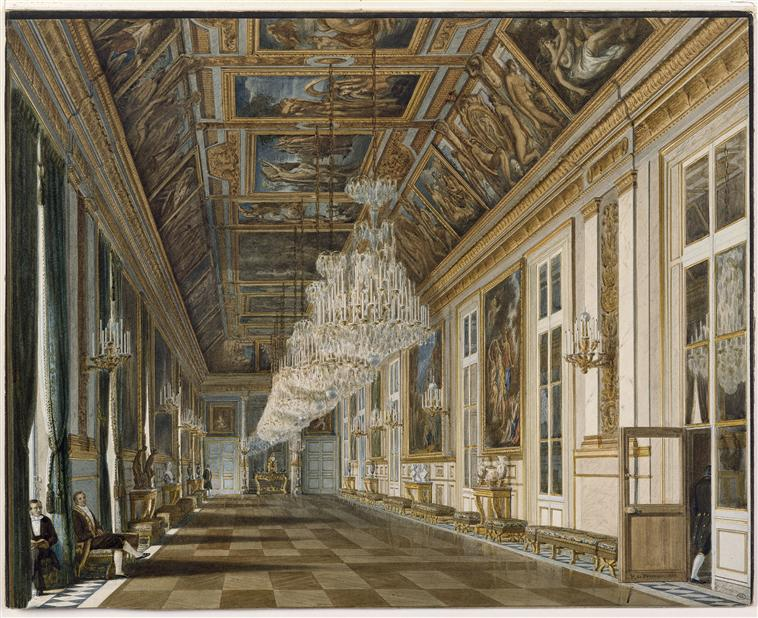
La Galería de los Embajadores (o Galería de Diana en el) en las Tullerías, acuarela de Fournier (circa 1860).

En total, el monarca francés poseía cuatro aposentos en el nuevo palacio de las Tullerías, dos en cada piso. Sin embargo, cada vez mostraba más interés por Versalles y más disgusto hacia París. Una vez terminadas las ampliaciones, el rey y la corte se trasladaron al palacio en el invierno de 1666, con lo que terminó para siempre el uso del Louvre como residencia real. La relevancia de las Tullerías fue, no obstante, de corta duración: Luis XIV solo pasó tres inviernos en el palacio, siendo su último invierno el de 1671. A partir de 1678, los presupuestos para las obras de Versalles se dispararon, mientras que las del inacabado palacio del Louvre se desplomaban. En 1682, el rey Sol trasladó de forma permanente la corte a Versalles.
En palabras del embajador veneciano Foscarini:

Mucho se ha dicho sobre que el rey había abandonado París como consecuencia de un resentimiento, aún vivo, hacia las revoluciones ocurridas en tiempos de su minoría de edad [la Fronda]; pero el hecho que Su Majestad aborrezca todas las ceremonias donde hay gentío, su deseo de evitar las reuniones populares nos hacen ver que él no detesta París, sino al populacho de París y que prefiere residir en un lugar donde él sea siempre el más fuerte. Los trágicos ejemplos de los reyes sus antecesores han aumentado su desconfianza natural.

### ElsigloXVIII: música y teatro

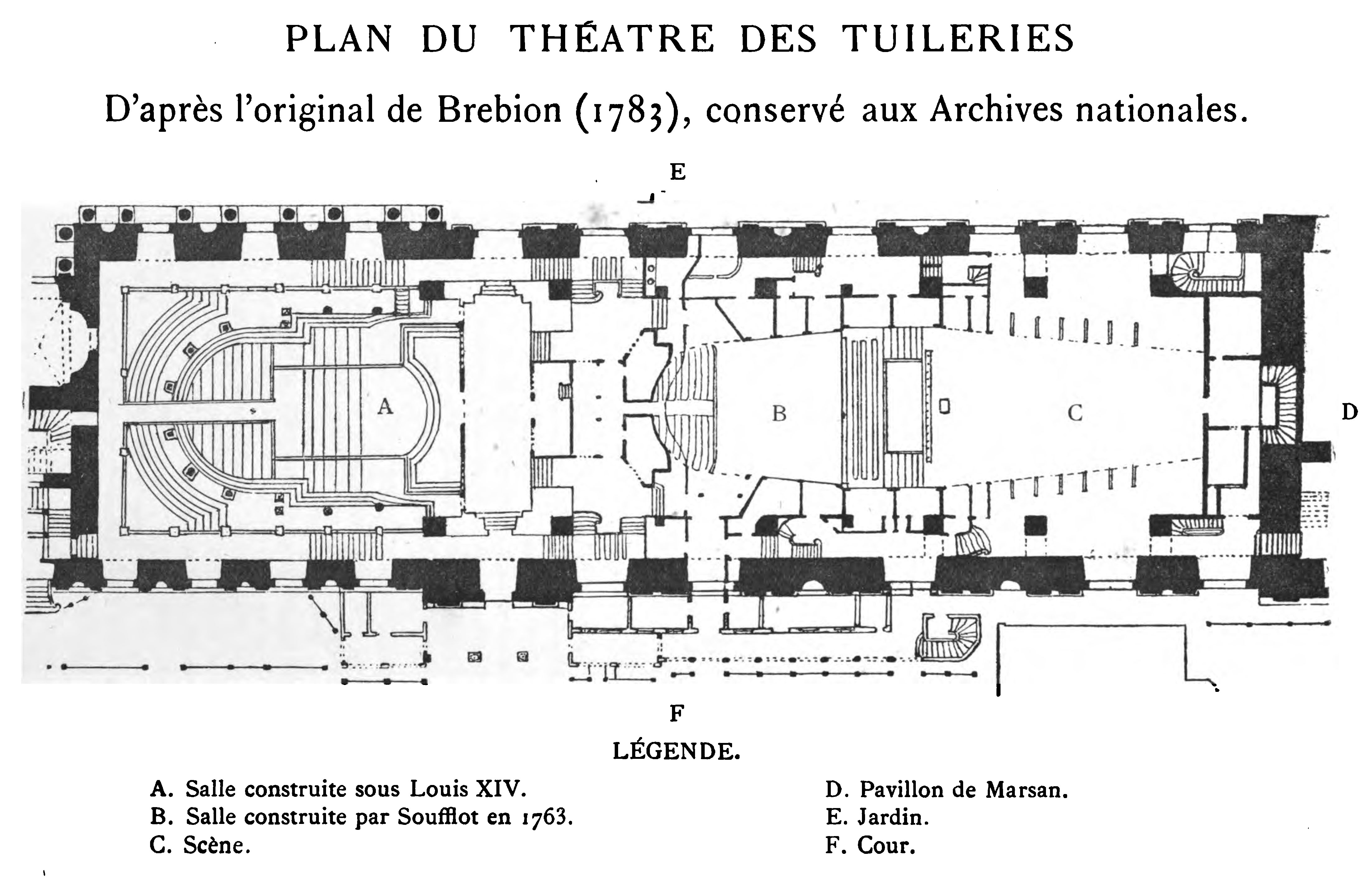
Planta de la Salle des Machines y la nueva Salle Soufflot.

París y las Tullerías perdieron su rey con el traslado de la corte a Versalles, pero el palacio continuó siendo la residencia oficial del monarca en la capital. Tras la muerte de Luis XIV y durante la regencia del duque de Orleans, el joven Luis XV vivió en el palacio de 1715 a 1722, en dicho año la corte se reinstaló en Versalles. Luis XV volvió a habitar el palacio, brevemente, en noviembre de 1744 volviendo de Metz y en mayo de 1745 de vuelta de Fontenoy, en ambos casos en el contexto de la guerra de Sucesión Austríaca.
Las Tullerías fueron habitadas entonces por algunos cortesanos a los que el rey había concedido apartamentos, y por numerosos artistas a los que se permitía vivir y tener talleres en el palacio. Así pues, al escenógrafo Giovanni Niccolò Servandoni se le permitió vivir en el palacio y abrir, en 1739, una exposición de "panoramas" (dioramas) en la antigua Salle des Machines. Otro ejemplo es el de la condesa de Marsan, Gobernanta de los Enfants de France, que vivió durante décadas en el pabellón norte, llamado desde entonces Pavillon de Marsan.
Asimismo, la ausencia real de las Tullerías se compensó con una intensa vida musical y teatral, convirtiendo el palacio en uno de los mayores centros de difusión cultural del Siglo de las Luces francés. Cuando en 1763 un incendio destruyó sus instalaciones en el Palais Royal, la Opéra de París se vio obligada a buscar una nueva sede. Decidió instalarse entonces en la inmensa, pero vetusta, Salle des Machines de las Tullerías. El arquitecto Jacques-Germain Soufflot encabezó las reformas necesarias, que consistieron en construir una nueva sala en la parte delantera del escenario de la vieja sala. La capacidad de la nueva Salle Soufflot, como se la llamó, era bastante inferior a la antigua (500 plazas frente a 4000). El auditorio de la vieja Salle des Machines permaneció inalterado, usándose como almacén para decorados.
En 1770, la Comédie-Française se instaló en la Salle Soufflot, que estaba vacante porque la Ópera de París se había trasladado a su nueva sala del Palais Royal. Ocho años después, en la sala de las Tullerías, se celebró la premier de la polémica obra de Beaumarchais, El barbero de Sevilla. A partir de 1782 y hasta la Revolución, la Salle Soufflot alojó al Thêatre de Monsieur, compañía teatral así llamada por estar bajo el patronazgo de Monsieur, apelativo dado al hermano de Luis XVI, el conde de Provenza.

### Residencia real durante la Revolución francesa (1789-1792)
Paradójicamente, fue durante la Revolución francesa cuando el palacio de las Tullerías se convirtió en residencia real y adquirió relevancia como centro del poder político.
Algunos de los primeros altercados de 1789 se produjeron en el jardín de las Tullerías. El día 12 de julio por la tarde, la multitud se reunió para protestar por la destitución de Necker, se lanzaron piedras, sillas y botellas contra los soldados mercenarios del regimiento Royal-Allemand al mando del príncipe de Lambesc, quien respondió cargando contra la multitud.
Sin embargo, el devenir del palacio de las Tullerías no cambió radicalmente hasta las jornadas del 5 y 6 de octubre de 1789. En dicha fecha, Luis XVI y su familia fueron obligados a abandonar el aislamiento de Versalles, símbolo de la monarquía absoluta y trasladarse a las Tullerías, viviendo entre sus súbditos como símbolo de la monarquía constitucional que se quería instaurar. Del mismo modo, la Asamblea Constituyente también se vio obligada a trasladarse a París, estableciendo su sede en la antigua manège (en español: picadero) del palacio situada en el extremo norte de jardín (en el sitio de la actual Rue de Rivoli).

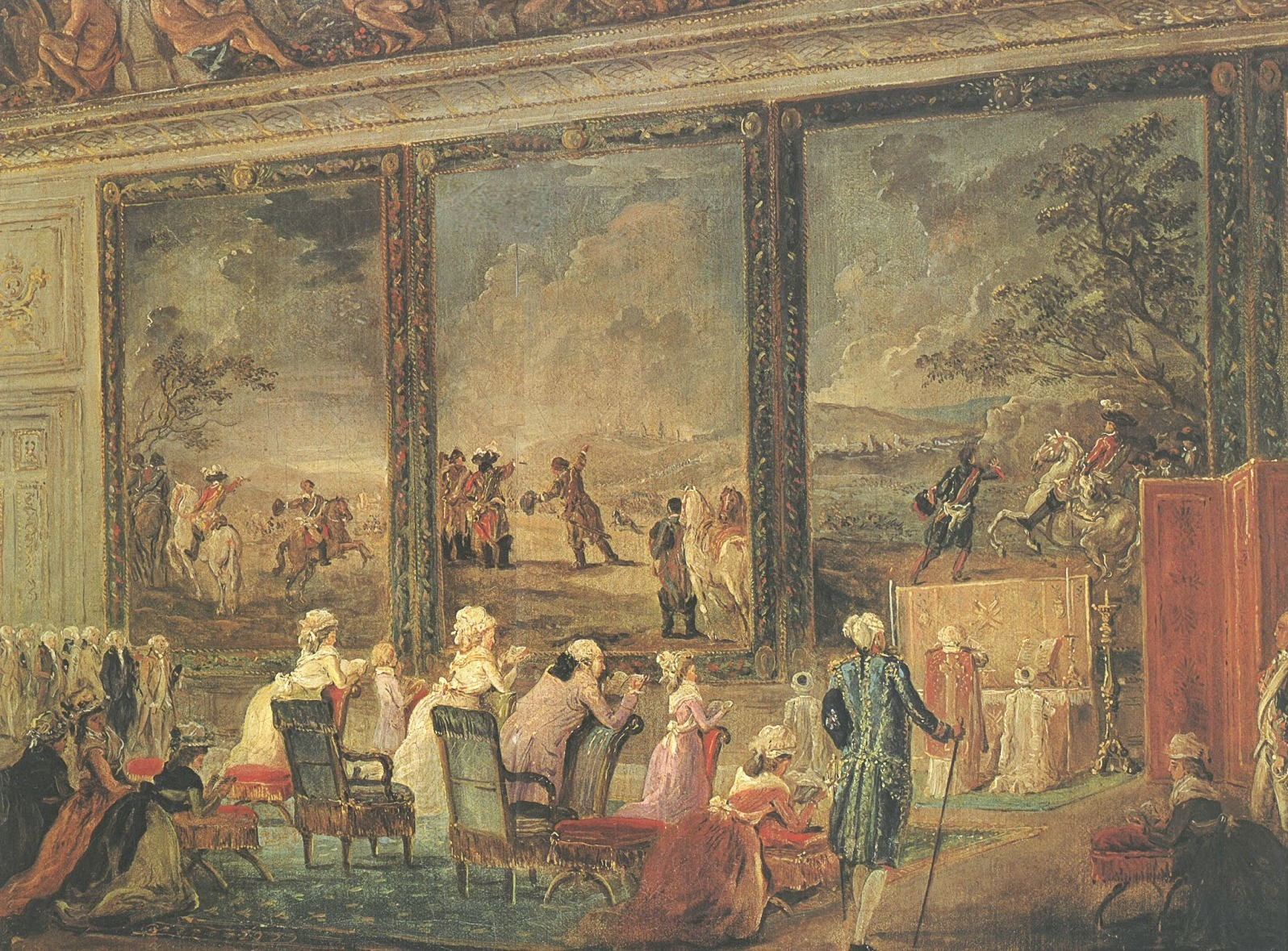
La familia real asistiendo a misa en la Galerie de Diane.

En un principio, la instalación de la familia real en el vetusto palacio no fue fácil, al encontrarse éste habitado por numerosos cortesanos y artistas a los que los anteriores monarcas había cedido los espacios. Dichos habitantes fueron echados rápidamente y poco a poco el palacio fue recibiendo mobiliario de otras residencias reales o del guardamuebles de la Corona.
Los aposentos se distribuyeron de la siguiente manera:
- el grand appartement de parade se situaba en la larga enfilada de salas del primer piso al lado del Carrousel.
- el appartement privé del rey Luis XVI y las estancias de sus hijos, el delfín Luis y la princesa María Teresa, se localizaban en los antiguos aposentos de la reina María Teresa de Austria cara al jardín.
- el appartement de la reina María Antonieta estaba en la planta baja, al lado del jardín, justo debajo de sus hijos, en las antiguas estancias del delfín Luis (hijo de Luis XIV) que habían sido redecoradas y remozadas por la condesa de Lamarck poco antes del estallido de la Revolución.
- la princesa Isabel y la princesa de Lamballe se repartían el primer piso y la planta baja, respectivamente, del Pavillon de Flore.
- las princesas Adelaida y Victoria tenían destinadas el primer piso y la planta baja, correspondientemente, del Pavillon de Marsan; aunque residieron sobre todo en su castillo de Bellevue en Meudon.

Por su parte, el conde de Provenza se instaló en su residencia del palacio del Luxemburgo, el conde de Artois ya había partido al exilio.
Con excepción del verano de 1790 que pasaron en Saint-Cloud, la familia real viviría en las Tullerías durante tres largos años. Pero poco a poco, a raíz de las discrepancias con la Asamblea Constituyente, se convertiría en su prisión dorada. La muerte de Mirabeau, la Constitución Civil del Clero, los sucesos de Pascua de 1791 o el licenciamiento de la guardia real empujaron a Luis XVI a intentar una huida de la capital.

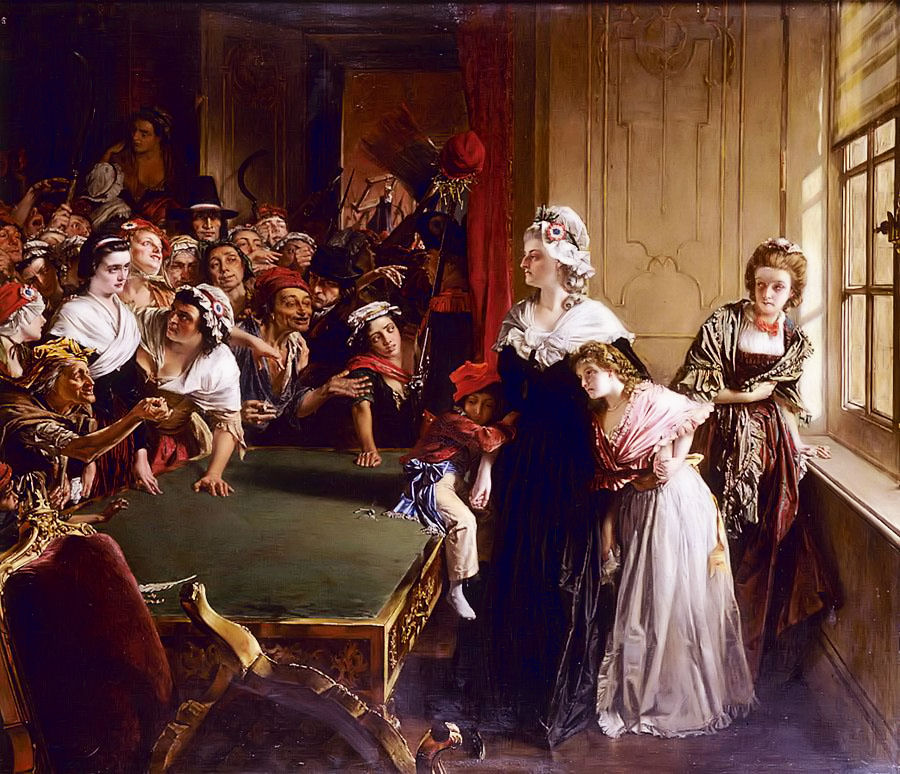
María Antonieta el 20 de junio de 1792.

Fue la noche del 20 de junio de 1791, cuando el rey y su familia salieron del palacio para intentar reunirse con tropas leales a la corona estacionadas en Montmédy. Apenas un día después, la familia real fue descubierta y detenida en Varennes, el día 25 volvían a las Tullerías. Oficialmente, se dijo en un primer tiempo que Luis XVI no había huido, sino que había sido secuestrado por un grupo de aristócratas. Sin embargo, la llamada Fuga de Varennes dañó la imagen de la monarquía y ni siquiera la firma de la nueva Constitución en septiembre del mismo año logró frenar la caída de su popularidad.

El asalto de las Tullerías el 10 de agosto de 1792.

La carestía de alimentos, el alza de los precios, las derrotas del ejército francés frente a la invasión de los ejércitos austriacos y prusianos, el descrédito del rey que no aceptaba la pérdida de su poder absoluto y esperaba la victoria de las potencias extranjeras, y los encendidos discursos de Danton y Marat encresparon los ánimos de las clases populares parisinas, que asaltaron la residencia real el 20 de junio de 1792, siendo desalojados más tarde, y el 10 de agosto, obligando esta vez al rey y a su familia a refugiarse en la sede de la Asamblea Legislativa.
Ese mismo día, mientras las Tullerías eran saqueadas y la Guardia Suiza masacrada, la Asamblea votó la "suspensión" de Luis XVI, encarcelado días más tarde, junto con su familia, en el Temple.

### El Terror y el Directorio (1792-1799)

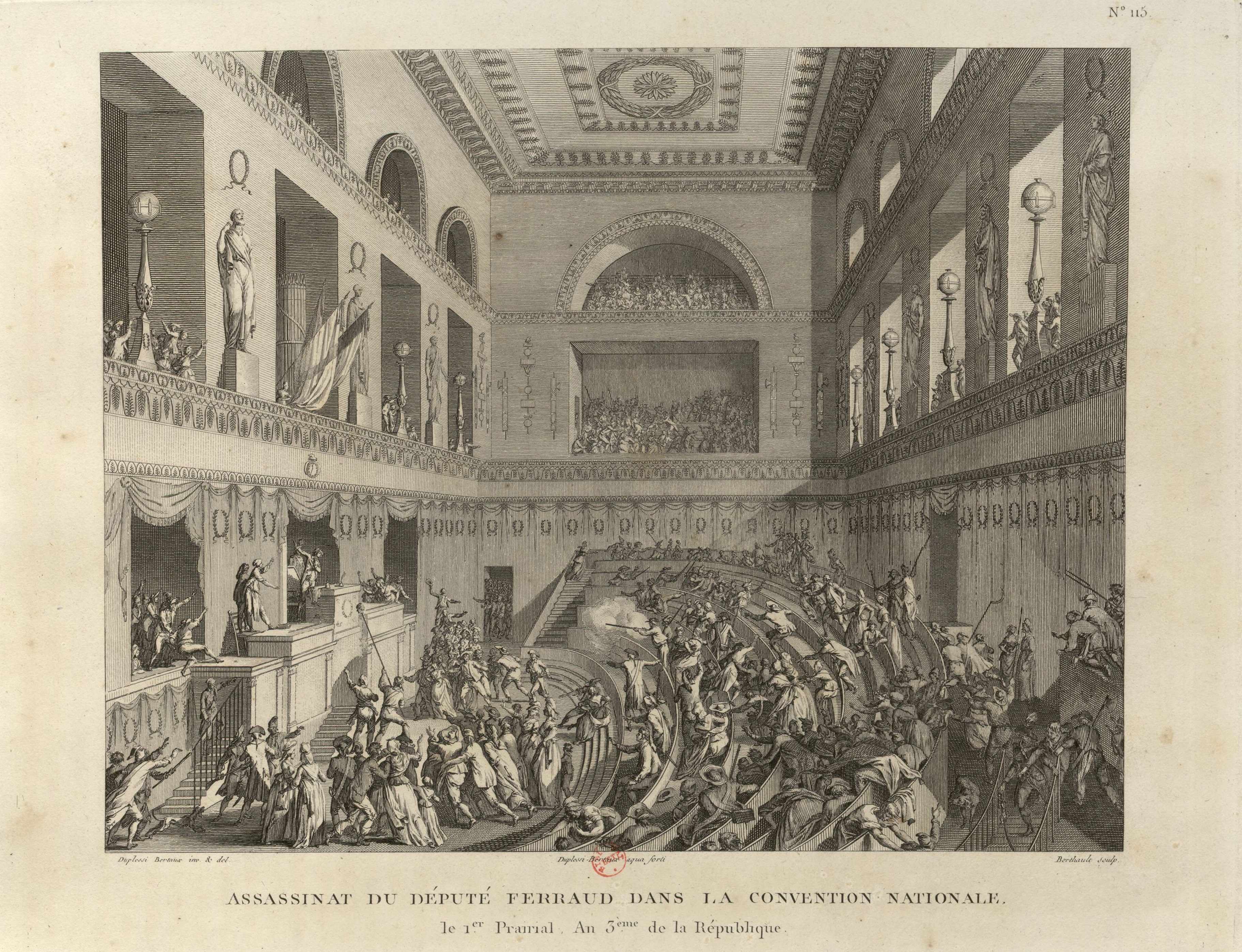
El nuevo hemiciclo de la Convención.

La Convención Nacional, el nuevo parlamento republicano dominado por jacobinos y cordeliers, tomó posesión del antiguo palacio real, y en la Salle Soufflot (ver más arriba) se proclamó la República el 21 de septiembre de 1792.
El nuevo régimen encargó pronto al arquitecto Jacques-Pierre Gisors la destrucción de la Salle des Machines y de la Salle Soufflot para crear un nuevo hemiciclo para las sesiones de la Convención. Las oficinas del gobierno revolucionario, y entre ellas las del Comité de Salud Pública, se instalaron en los antiguos aposentos reales. Al mismo tiempo, los pabellones Flore, de l'Horloge y Marsan se renombraron como Égalité, Unité y Liberté respectivamente.
Las Tullerías se mantuvieron, por lo tanto, durante el Terror como el centro del poder político de Francia. Una de las últimas insurrecciones populares tuvo precisamente lugar en el palacio cuando, el 1 de pradial del año III (20 de mayo de 1795, según el calendario republicano), la muchedumbre amotinada asaltó la cámara legislativa pidiendo alimentos y decapitó al diputado girondino Jean-Bertrand Féraud.
Con la proclamación de Directorio en 1795, el poder político se repartió: el Consejo de los Ancianos o cámara alta se instaló en la antigua sala de la Convención, mientras que el Consejo de los Quinientos lo hizo en el Palais Bourbon; los directores, por su parte, residieron en el Luxembourg.

### El Consulado (1799-1804)

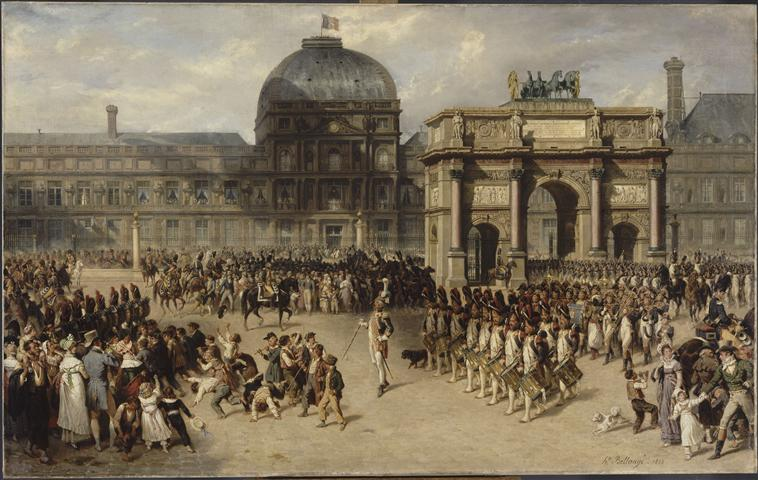
El Palacio de las Tullerías bajo el Primer Imperio.

Después del golpe de Estado de Brumario, el general Bonaparte, ahora primer cónsul de la República, residió en la antigua residencia de los directores en el Palacio del Luxemburgo, pero a partir del 19 de enero de 1800 se instaló en el palacio parisino por excelencia: las Tullerías. Desde entonces y hasta 1870, con breves excepciones, el Palacio de las Tullerías sería el centro del poder político de Francia.
El arquitecto que el Directorio había nombrado para las Tullerías, Étienne Chérubin Leconte, tuvo apenas tres meses para adaptar el palacio como nueva residencia consular y eliminar los despachos de los aposentos para nuevamente convertirlos en habitables. No obstante, apenas instalado Napoleón, Leconte fue despedido y Charles Percier y Pierre François Léonard Fontaine le sustituyeron. Ambos se convertirían en arquitectos de cabecera de Napoléon y Fontaine acabaría dirigiendo todas las transformaciones del palacio hasta la tardía fecha de 1848.
Napoleón ocupó el antiguo appartement de los hijos de la familia real, así como el dormitorio de Luis XVI, todo ello situado en el primer piso cara al jardín. Por su parte, su esposa Josefina se instaló justo debajo, en las estancias de la infortunada María Antonieta. Ambos aposentos, que no eran excesivamente extensos, comprendían una sala de guardias, un primer salón, un gran salón, un dormitorio, un tocador/vestidor y un despacho. También los hijastros de Napoleón, Eugenio y Hortensia, se trasladaron al palacio. Asimismo, el tercer cónsul Lebrun residió en el Pavillon de Flore (hasta 1802), mientras que el segundo, Cambacérès, prefirió el Hôtel d'Elbeuf, frente al palacio.
Aparte de la dignificación interior del palacio, el exterior también se embelleció. A partir de 1801, las construcciones parasitarias de plaza del Carrousel desaparecieron, dejando un amplio espacio libre apto para las revistas militares, el cual no sufriría modificaciones hasta finales del siglo XIX. También se prosiguió con la construcción de una verja ya empezada en tiempos de la Revolución.

### El Primer Imperio (1804-1815)

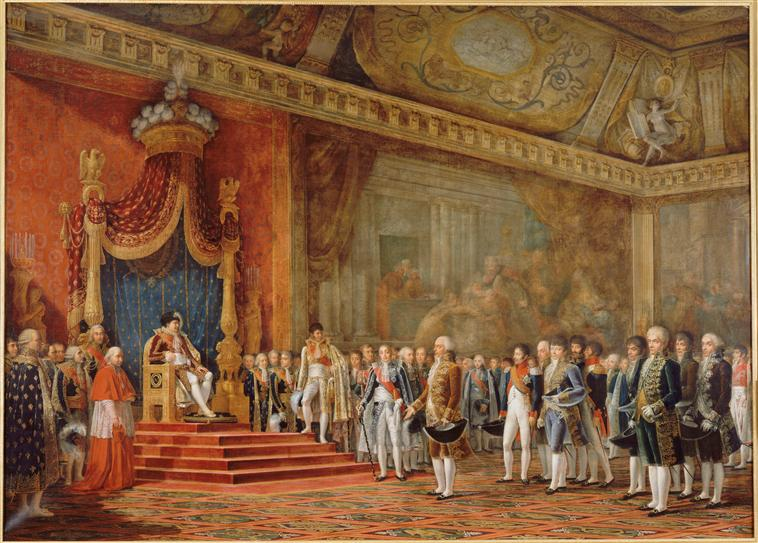
Salón del trono de las Tullerías.

El 2 de diciembre de 1804, Napoleón partió junto con su esposa rumbo a Notre-Dame para ser coronado "Emperador de los franceses" (Empereur des français). Durante el evento, el papa Pío VII se alojó en el Pavillon de Flore del 28 de noviembre al 4 de abril, ejemplificando la normalización de la relación con la Santa Sede después del anticlericalismo revolucionario. Inmediatamente antes de la coronación, la antigua chambre de parade de Luis XIV cara al Carrousel fue transformada en Salón del Trono, conservaría dicha función hasta la desaparición del palacio.
La progresiva expansión del Imperio francés y las victorias en los sucesivos conflictos se tradujeron en mejoras y embellecimientos de los interiores del palacio. De 1805 a 1808, Percier y Fontaine restauraron el Grand Appartment cara al Carrousel, se construyó una nueva capilla de corte en el Pavillon du Théatre (ver más arriba) y la antigua sala de la Convención dio paso a la nueva Salle de Spectacles rodeada de un pórtico de columnas jónicas y cubierta por cúpulas doradas.
En 1808, los arquitectos, se concentraron en los aposentos privados del emperador y la emperatriz, ampliándolos dos nuevos dormitorios en el Pavillon Bullant, sendos dormitorios recibieron un suntuoso mobiliario style Empire que hoy se conserva en el Grand Trianon.

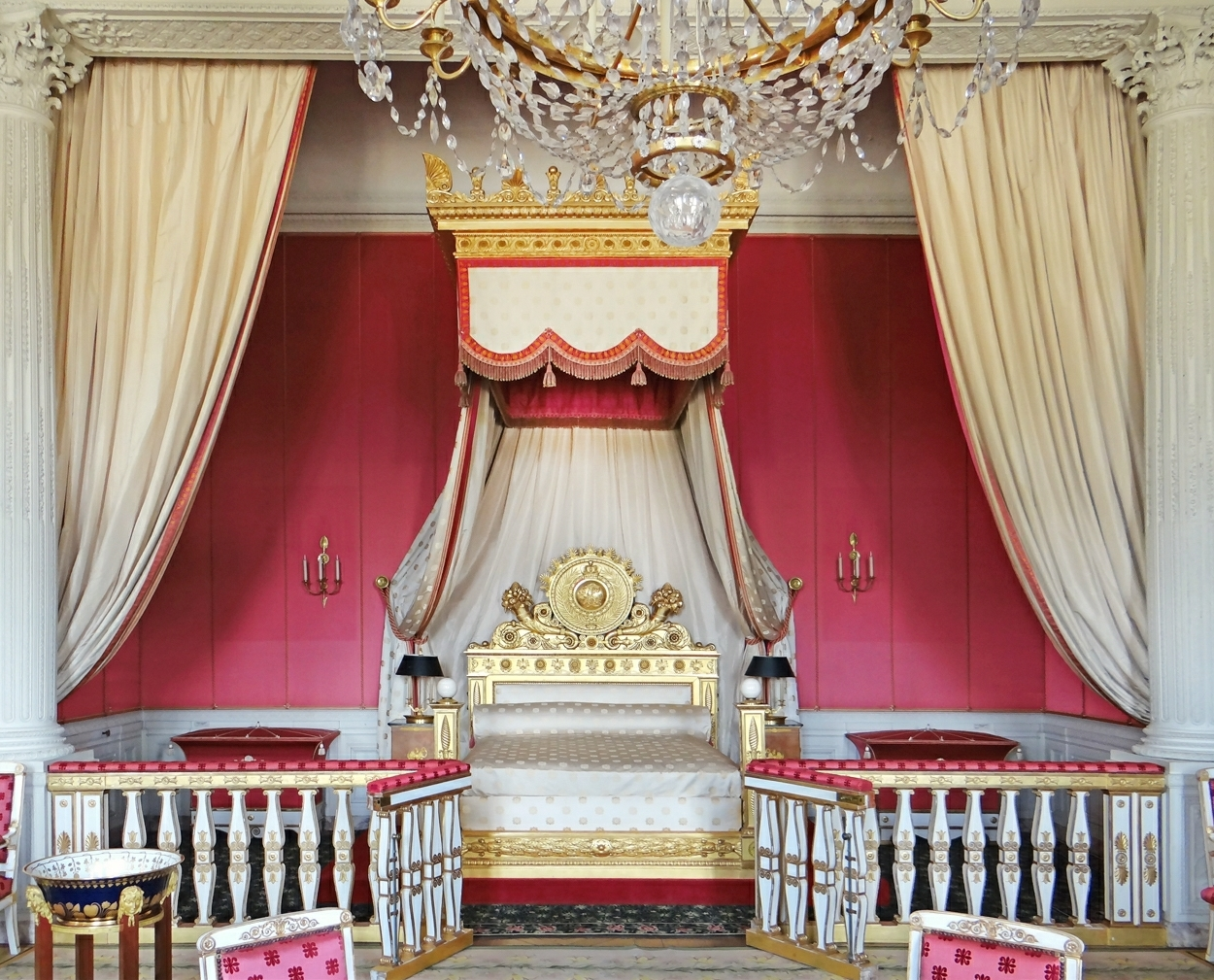
Cama de Napoléon, hoy en el Grand Trianon.

Al mismo tiempo, de 1806 a 1808, se construyó una entrada triunfal al palacio: el arco del Carrousel y una verja que separaba la cour d'honneur de la Plaza del Carrousel y del barrio de callejuelas estrechas que había entre las Tullerías y el Louvre. Más tarde, en 1809, empezó la construcción de la Aile Neuve, una nueva ala que partía del Pavillon de Marsan y que, paralela a la Rue de Rivoli (abierta en la misma época), debía unirse con el Louvre pero que no se llegó a terminar.
En 1810, las Tullerías alcanzaron su cenit cuando fueron escenario de la boda entre Napoléon y la archiduquesa María Luisa, el cortejo nupcial partió del palacio y recorrió toda la Grande Galerie hasta el Salon Carré del Louvre, donde se celebró la misa nupcial. El banquete, por su parte, tuvo lugar en la Salle de Spectacles. En los aposentos de la Emperatriz nació, en marzo de 1811, el rey de Roma.
En el apogeo del Primer Imperio francés, los interiores de las Tullerías se organizaban de la siguiente manera:
- el Grand appartement (en el primer piso cara al Carrousel y prácticamente inalterado desde época de Luis XIV): Escalera, Salón de los Mariscales, Salón de los Grandes Oficiales, Salón de los Príncipes o de la Paz, Salón del Trono, Gran Gabinete del Emperador y Galería de Diana.
- en el ala norte del primer piso: Escalera, Salas del Consejo de Estado, Capilla y Salle de Spectacles.
- el Appartement del Emperador (en el primer piso cara al jardín): Sala de Guardias, Primer Salón, Gran Salón, Gabinete de trabajo, Gabinete topográfico, Dormitorio y Cabinet de toilette.
- el Appartement de la Emperatriz (en la planta baja cara al jardín, debajo del anterior): Antecámara, Primer Salón, Segundo Salón, Billar, Gabinete, Dormitorio, Boudoir y Sala de baños; Comedor y Sala de Música (esta dos últimas salas cara al Carrousel).
- el Appartement del rey de Roma (en la planta baja cara al Carrousel).

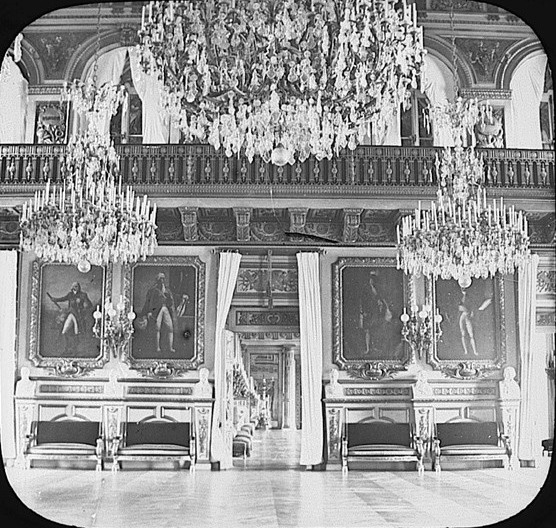
El Salón des Maréchaux (Salón de los Mariscales) en el pabellón central decorado con retratos de los mariscales de Napoleón.

Durante la desastrosa Campaña de Francia, Napoleón evacuó la capital ante la llegada de las tropas de la Sexta Coalición, que tomaron la ciudad después de la batalla de París el 31 de marzo. El emperador abdicó días más tarde, el 6 de abril de 1814, en Fontainebleau. Desde el 3 de mayo el palacio de las Tullerías fue habitado por Luis XVIII, monarca restaurado en el trono.
Sin embargo, Napoleón logró escapar de la Isla de Elba y emprender el retorno a París. El 19 de marzo de 1815, al atardecer, Luis XVIII abandonaba el palacio en dirección a Gante, el día siguiente al mediodía llegaba Napoleón, iniciando el periodo de los Cien Días. Durante dichos meses, Napoleón I prefirió la intimidad del Élysée a la magnificencia de las Tullerías, que habitó raramente.
La restauración de Napoleón en el trono fue de corta duración, después de ser derrotado en Waterloo, signó su segunda y definitiva abdicación en el Palacio del Elíseo el 22 de junio de 1815.

### La Restauración Borbónica (1815-1830)

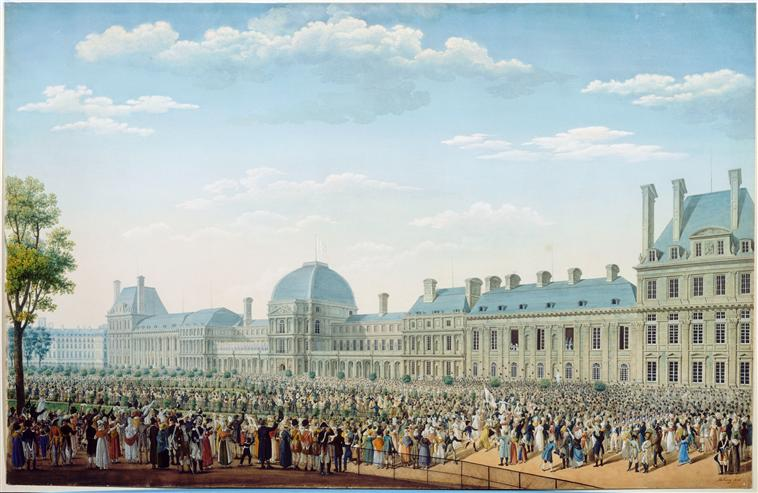
Fachada oeste del palacio hacia 1820.

Cuando Luis XVIII fue restaurado en el trono francés en 1814, la intención parecía ser el retorno a Versalles, sin embargo, después de la vuelta de Napoleón y de los Cien Días la idea quedó descartada. La Restauración quería plantearse como un régimen conciliador y moderado, y, por otro lado, Versalles necesitaba una profunda puesta a punto que las arcas del estado no podían permitirse. La corte se quedó en las Tullerías, que, por otro lado, se encontraban en perfecto estado después del remozamiento napoleónico.
Luis XVIII se contentó en encargar al exarquitecto de Napoleón, Fontaine, substituir las Ns por Ls y el águila imperial por la flor de lys. El monarca se instaló en el antiguo appartement del emperador en el primer piso, la duquesa de Angulema en el de la emperatriz en la planta baja (que había sido precisamente el de su madre María Antonieta) y el duque de Angulema, al lado de su esposa, cara al Carrousel, en las antiguas estancias del rey de Roma. El conde de Artois, por su parte, habitó el Pavillon de Marsan y el duque y la duquesa de Berry se instalaron en el Élysée.

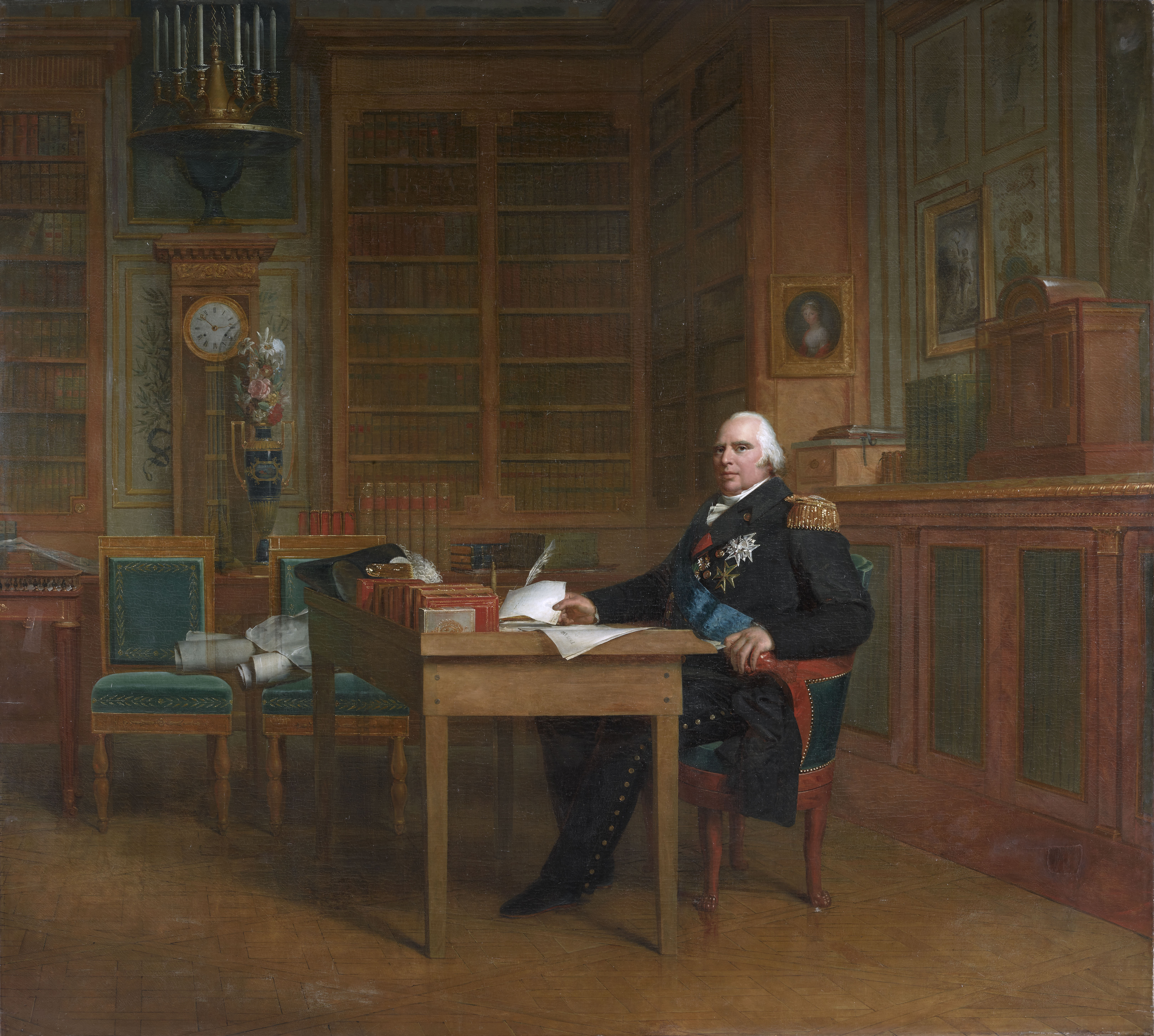
Luis XVIII en su gabinete, que anteriormente fue de Napoléon.

En esa época las Tullerías fueron conocidas con el sobrenombre de "le Château", en oposición al de "le Palais" que había tenido en época napoleónica, y la corte de Francia recuperó las elaboradas etiqueta y jerarquía prerrevolucionarias. Sin embargo, no fue un periodo de fastos y fiestas, Luis XVIII era inválido y tanto el duque como la duquesa de Angulema eran de naturaleza seria y reservada. Sí que fue, no obstante, un importante centro de intrigas políticas, sobre todo el Pavillon de Marsan, residencia del conde de Artois, líder de la facción ultrarrealista.
Solo la instalación de la duquesa de Berry en el Pavillon de Marsan después del asesinato de su marido en 1820 vino a alegrar un poco las cosas, la joven princesa quiso animar el sombrío día a día del palacio con fiestas y bailes de disfraces sobre todo a partir de 1828. También con el reinado de Carlos X la vida de corte se animó un poco más.
El 16 de septiembre de 1824, Luis XVIII falleció en su dormitorio de las Tullerías, siendo el último monarca francés en morir en el trono y no en el exilio. Fue sucedido por su hermano, el conde de Artois, que reinó como Carlos X, constituyendo la única vez en el siglo XIX en la que un jefe de Estado francés terminó su mandato y fue sucedido según la legalidad establecida en ese momento, los siguientes monarcas serían derrocados, el presidente de la Segunda República daría un golpe de Estado y los presidentes de la Tercera República no terminarían sus mandatos hasta Émile Loubet en 1906.

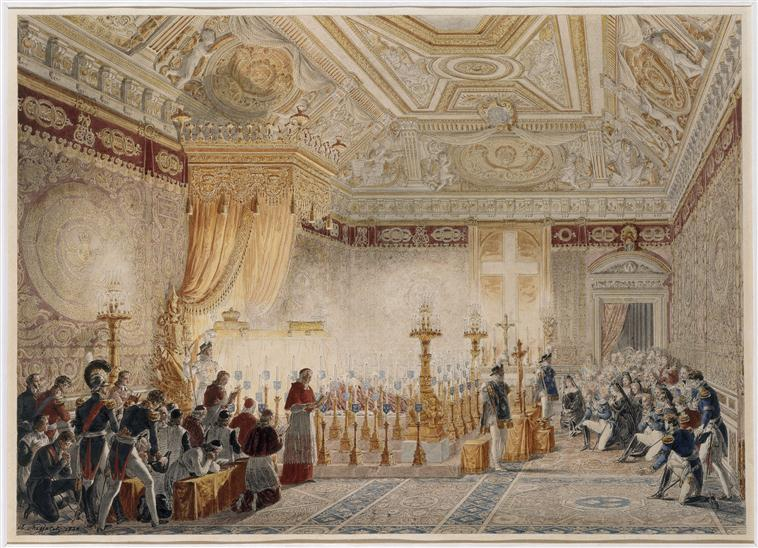
La capilla ardiente de Luis XVIII en el Salón del Trono.

Bajo la Restauración no hubo cambios destacables en el palacio, se aprovechó la suntuosa decoración y mobiliario instalado por Napoleón y el arquitecto Fontaine, mantenido en al cargo, se limitó a labores de conservación. Solo cupo destacar tres encargos de envergadura y altamente simbólicos. En primer lugar, la renovación del trono, todos los muebles y las colgaduras del Salón del Trono, encargada en 1816 al decorador Jean-Démosthène Dugourc y al ebanista Jacob-Desmalter y finalizada en 1822. Por otro lado, de 1817 a 1819 se confeccionaron nuevas y suntuosas tapicerías y colgaduras azul borbónico para el dormitorio del rey. De 1824 a 1826 fue el turno de la cama del rey y su dosel hechos de madera dorada y encargados por el nuevo rey Carlos X para sustituir la cama en la que había muerto su hermano Luis XVIII (y que era la de Napoléon).
En verano de 1830, estando la familia real en Saint-Cloud, estalló una insurrección en París, contra lo que se percibió como un retorno a las políticas absolutistas por parte de Carlos X. El 29 de julio, tras dos días de combates callejeros, las Tullerías fueron tomadas por la muchedumbre y saqueadas: se destrozaron muebles, cuadros de la familia real, espejos y arañas, sin embargo, los asaltantes montaron guardia en las puertas para que nadie se fuera con objetos robados. Al anochecer varios revolucionarios entregaron al ayuntamiento el tesoro de la capilla, la platería del rey, joyas y otros objetos preciosos confiscados a los ladrones. Menos suerte tuvieron los sirvientes de palacio, cuando el ujier Edmond Marc volvió a las Tullerías a recoger sus pertenencias y pidió las llaves de su cuarto al portero, le dijeron que no eran necesarias porque la turba había arrancado todas las puertas. Encontró su aposento destrozado y lleno de ropa de obreros, habían saqueado su vestidor y dejado solo una sombrerera.
Carlos X refugiado en Rambouillet con su familia, abdicó en su sobrino, el conde de Chambord y partió al exilio.

### La Monarquía de Julio (1830-1848)

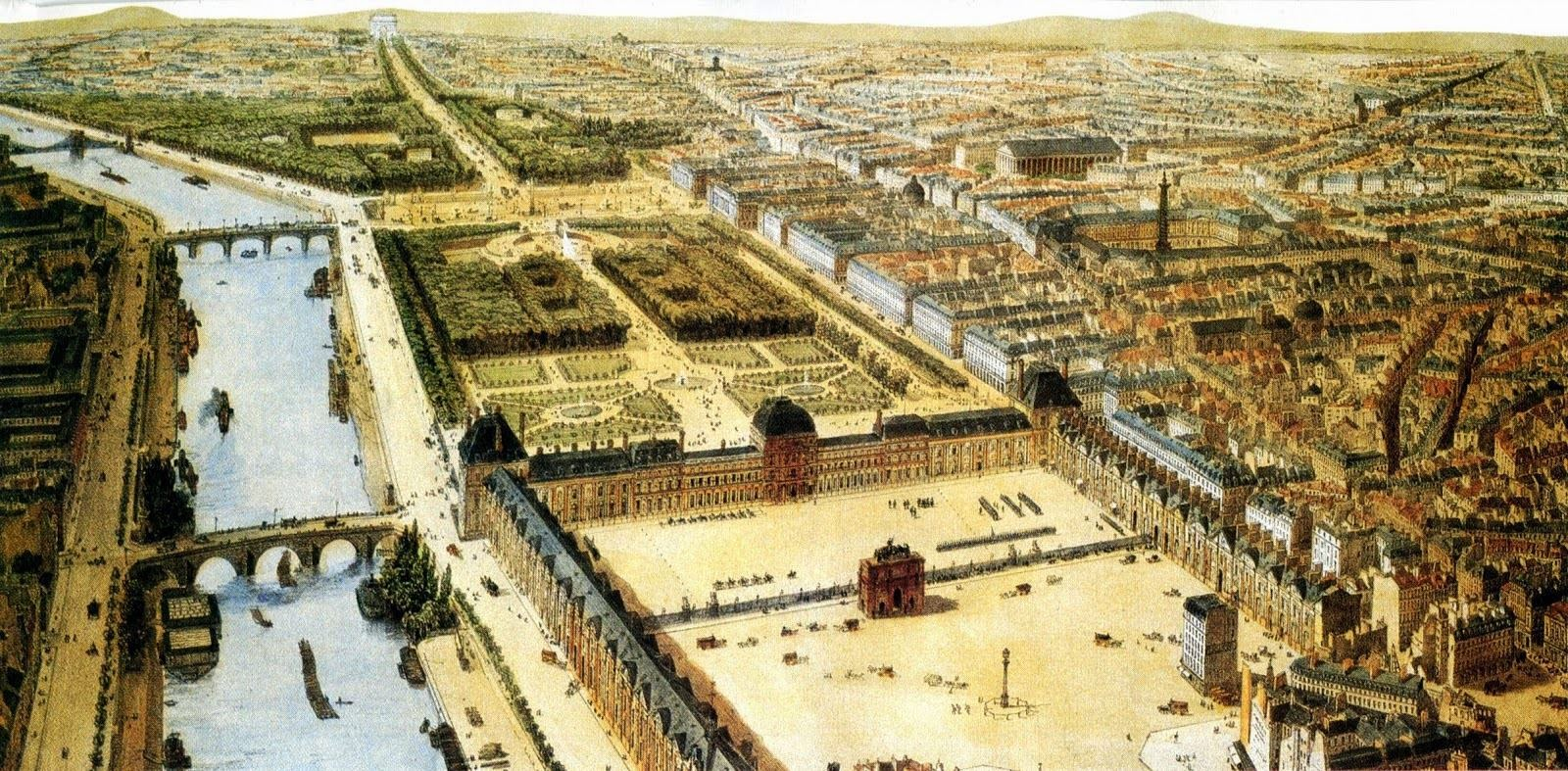
Vista aérea de las Tullerías hacia 1840, aún sin unir con el Louvre.

Cuando el duque de Orléans fue nombrado rey en verano de 1830, bajo el nombre de Luis Felipe I, se negó a habitar las Tullerías, prefiriendo su residencia habitual en París, el Palais-Royal, que, por otro lado, acababa de ser reformado. Sin embargo, después de los disturbios de febrero de 1831 y bajo la instigación del primer ministro Casimir Perier, que quería realzar el prestigio de la joven monarquía liberal, el monarca se vio obligado a instalarse finalmente en las Tullerías. El 21 de septiembre de 1831, las Tullerías volvían a ser residencia real. Luis Felipe I, al que se apodó "Le Roy Citoyen" (el Rey Ciudadano), decidió marcar distancias con sus predecesores y renunciar a cierta parte de la extensa Maison du Roi y a nombrar altos cargos de honor, del mismo modo se negó a habitar el appartement del rey en el primer piso, prefiriendo compartir con su esposa los aposentos de la planta baja. Las antiguas estancias de Napoléon y Carlos X se destinaron a reuniones ministeriales, y el dormitorio de este último se transformó en un salon de famille, una sala para reuniones familiares después de la cena.

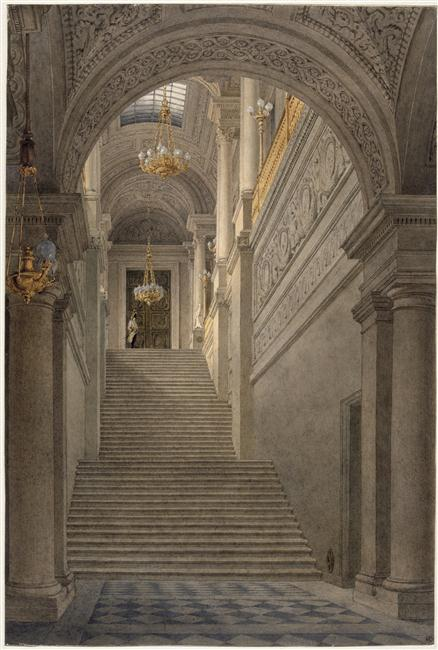
Nueva escalinata diseñada por Pierre Fontaine.

El reinado de Luis Felipe fue también una época de importantes transformaciones arquitectónicas. Una vez más, fue el experimentado Fontaine el encargado de añadir una nueva escalinata (la de la época de Luis XIV era demasiado pequeña), suprimiendo una de las terrazas (la norte) que Le Vau había construido cara al jardín (ver más arriba). En el lugar de la vieja escalera y estancias anexas se construyó una inmensa sala de baile que recibió el nombre de Galerie de la Paix (Galería de la Paz) en referencia a una escultura alegórica que en ella se colocó. Los nuevos espacios del palacio fueron inaugurados el 30 de enero de 1833 con una multitudinaria recepción que congregó a 2500 personas.

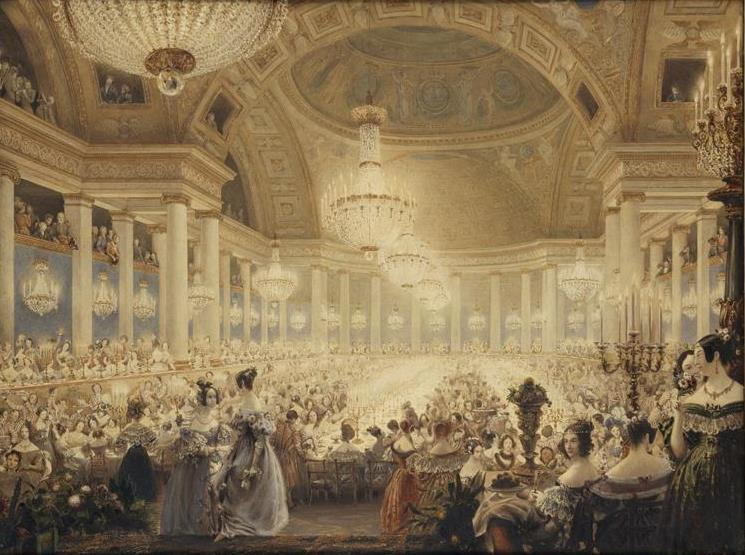
Multitudinario Souper des Dames en la Salle des Spectacles, 1835.

La distribución del palacio quedó, por lo tanto, organizada de la siguiente manera:
- el Grand Appartement en el primer piso cara al Carrousel, sin grandes alteraciones a excepción de la nueva escalera y la Galerie de la Paix.
- el Appartement Gouvernemental en el primer piso cara al jardín, destinado a audiencias y al consejo de ministros y al que se añadieron un Salon de Famille y un billar.
- el Appartment del Rey y de la Reina en la planta baja cara al jardín, con un dormitorio compartido siguiendo las costumbres burguesas.[39]

La numerosa familia del monarca, que tenía cinco hijos y tres hijas con sus respectivos cónyuges e hijos, también buscó acomodo en el palacio:
- los aposentos de las princesas Marie y Clementine se situaron en la planta baja cara al Carrousel.
- en el Pavillon de Marsan y parte de la Aile Neuve se instalaron los duques de Orléans, en la planta baja, y los duques de Nemours, en el primer piso.
- en el Pavillon de Flore se acomodaron la princesa Adelaida en la planta baja, los príncipes de Joinville en el primer piso y los duques de Aumale y los de Montpensier en el segundo.
- en la Aile Neuve había también un appartement reservado para la princesa Louise y su esposo, el rey Leopold I de Bélgica.

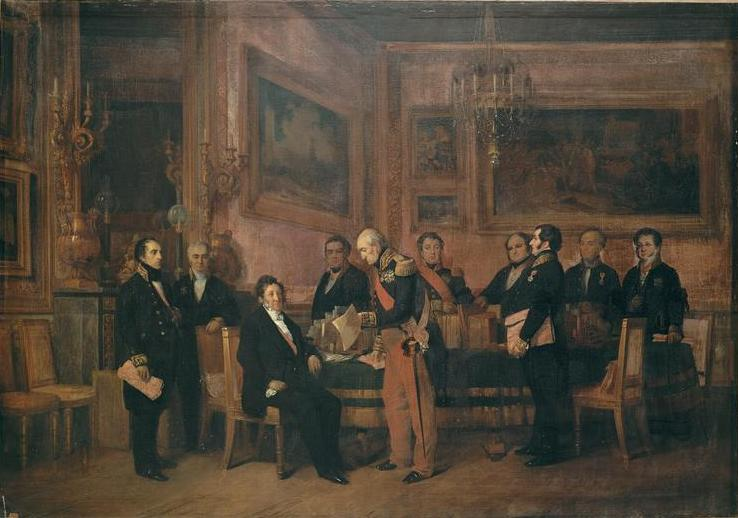
Luis Felipe I en el consejo de ministros, celebrado en el antiguo salón de Napoléon I.

Bajo la monarquía de Luis Felipe I, las Tullerías se sacudieron de la rigidez militar napoleónica y del tedio de la Restauración y por primera vez se convirtieron en el centro de innumerables recepciones, bailes y conciertos que llegaron a congregar a miles de personas. En el palacio, transformado en una "máquina de recibir" confluían la nobleza antigua y nueva, la alta burguesía, los parlamentarios, los altos cargos de la administración, extranjeros de visita, etc. El rey quería ejemplificar con esas recepciones el espíritu conciliador e integrador que debía caracterizar su reinado y el proyecto social meritocrático del orleanismo. Las quejas por parte de la nobleza legitimista no se hicieron esperar, se acusaba a algunos invitados de no vestir ni comportarse de forma adecuada, aunque, del mismo modo también lamentaban que la corte de Luis XVIII y Carlos X no hubiera tenido este ánimo tan aperturista. Pese a las críticas, bajo la égida de la reina Marie-Amélie, la corte supo revestirse de un carácter patriarcal y sencillo en las audiencias y recepciones íntimas, pero manteniendo la etiqueta y el ceremonial en las grandes ocasiones. Más elitista y estricto con la etiqueta, el duque de Orléans y príncipe heredero organizó sus propias recepciones en sus aposentos del Pavillon de Marsan, rodeándose de escritores, artistas y pensadores liberales. Asimismo, los aposentos del duque de Orléans y los de su hermano el duque de Némours fueron suntuosamente redecorados en 1837 y 1842, respectivamente, siguiendo los gustos historicistas y mezclando antigüedades de los siglos XVII y XVIII con muebles neo-boulle y neo-rococó.

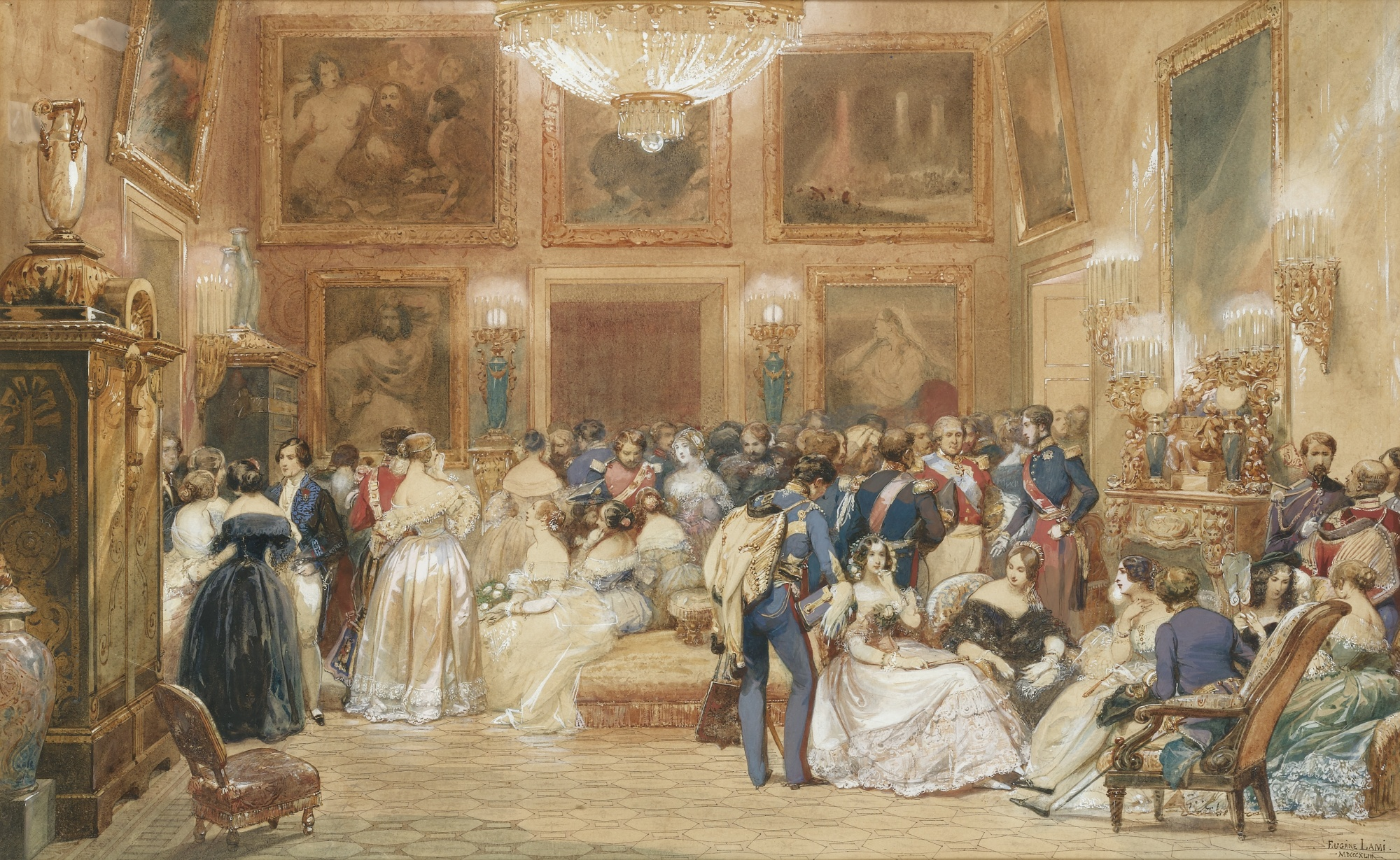
Recepción del duque de Orléans.

Al contrario que la corte de la Restauración, que rara vez abandonó las Tullerías, Luis Felipe I y su familia complementaron su estancia invernal en París con visitas a otras residencias reales históricas que fueron ampliamente restauradas y renovadas. En primavera fueron frecuentes las excursiones a Fontainebleau, en julio/julio una estancia en St-Cloud, en agosto/septiembre en el castillo de Eu, en septiembre una corta visita a Compiégne para presidir maniobras militares y en otoño de nuevo excursiones a St-Cloud o a Fontainebleau. También hubo estancias puntuales en el Grand Trianon y muchas visitas de un día al palacio de Versalles en plena transformación como museo. Asimismo, las residencias privadas de los Orléans fueron usadas de forma constante, ya fuera el castillo de Neuilly, muy cercano a París, y usado a lo largo de todo el año; o residencias más lejanas como La Ferté-Vidame, Bizy o Dreux.

### La Revolución de 1848 y la Segunda República (1848-1852)

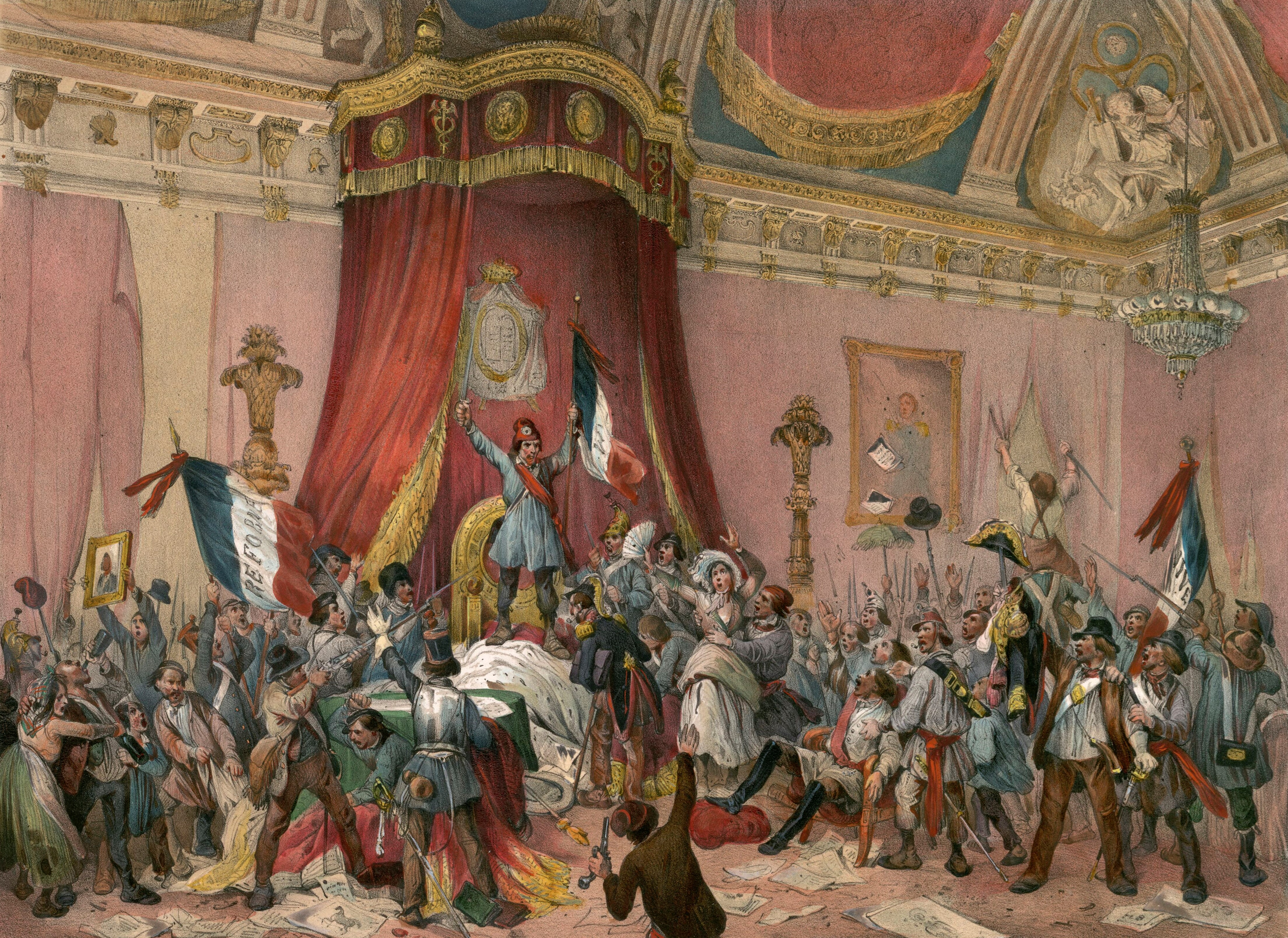
Saqueo de la Sala del Trono en 1848.

Con el estallido de la Revolución de 1848, la familia real se vio obligada a abandonar las Tullerías in extremis al mediodía del 24 de febrero, poco antes de que fueran asaltadas por la muchedumbre, prueba de la precipitada huida fue que los asaltantes encontraron la mesa servida para el almuerzo. Una vez más, las Tullerías fueron saqueadas: los retratos de la familia real fueron rasgados, fusilados y pisoteados, a excepción de los del difunto duque de Orléans (muerto en 1842) y su hermano el príncipe de Joinville; en el Salón de los Mariscales se destrozaron los retratos de los mariscales Soult y Bugeaud; una estatua de bronce del rey en el Salon de Famille fue lanzada por la ventana y luego fundida; las porcelanas, arañas y espejos fueron rotos en mil pedazos y esparcidos por el suelo; la ropa de cama y los guardarropas fueron robados; algunos muebles fueron lanzados a piras improvisadas en la plaza y el trono real fue llevado en procesión a la plaza de la Bastilla para ser quemado en una fogata. También las bodegas del palacio y los cuartos de la servidumbre fueron saqueados; para disgusto de los historiadores, lo mismo ocurrió en los despachos de la administración, quemándose los archivos de la casa y la intendencia, así como todos los archivos del arquitecto Fontaine que, ampliamente decepcionado, dejaría el cargo meses más tarde. El gran reloj que coronaba el pabellón central, el Pavillon de l'Horloge, se detuvo a la una y veinte, después de que algunos asaltantes robaran parte del mecanismo.
Se respetaron, sin embargo, algunos aposentos: los del duque de Orléans (intactos desde su muerte en 1842) y su viuda y los de los duques de Némours en el Pavillon de Marsan; así como los de la princesa Adélaïde (fallecida en 1847) en el Pavillon de Flore; los del popular príncipe de Joinville, preservados en un principio, fueron devastados tras descubrirse dos barriles de ron. Del mismo modo, los objetos sagrados de la capilla fueron salvados gracias a la intervención de un alumno de la École Polytechnique que los llevó a la Iglesia de St-Roch. El gobierno provisional se vio forzado a pintar en los muros del palacio "Les voleurs sont punis de mort" ("Los ladrones serán ejecutados"). En los días siguientes, varios humildes obreros y otros ciudadanos devolvieron a las autoridades joyas, valores y objetos personales de la familia real. En la Salle des Spectacles se instalaron tres grandes mesas donde los representantes de los Orléans vinieron a recoger los objetos devueltos: vestidos hechos jirones y condecoraciones y joyas llenas de barro.
Con tal de salvar al palacio de más explosiones de ira popular, desde el mismo 24 de febrero las Tullerías fueron habilitadas como un hospital para mutilados y su nombre cambiado al de Hôtel des Invalides civils. Clausurado el hospital en junio, desde entonces al edificio albergó al general Thomas, jefe de la Guardia Nacional. Tras la dimisión de Fontaine, el arquitecto Firmin Bourgeois se encargó de meras labores de reparación de los daños sufridos y de mantenimiento. En septiembre del mismo año, el arquitecto Abel Blouet propuso la instalación de la Asamblea Nacional en el palacio, edificando una inmensa sala de sesiones octogonal en la plaza del Carrousel, pero el proyecto no tuvo continuidad. A la espera de un uso preciso, el palacio fue abierto al público.
Cuando el nuevo presidente de la Segunda República, el príncipe Luis Napoléon Bonaparte, inauguró su mandato en diciembre de 1848, la residencia oficial que se le asignó, con tal de romper con la tradición monárquica, no fueron las Tullerías, sino el palacio del Élysée. Allí residió durante sus cuatro años de mandato y, en la misma sala donde su tío Napoléon I había firmado su segunda y última abdicación, él fraguó el golpe de Estado que lo elevaría al poder el 2 de diciembre de 1852.

### El Segundo Imperio (1852-1870)
Con poderes absolutos y el nuevo título de "prince-président" (príncipe-presidente), Luis Napoléon se instaló en las Tullerías el 1 de enero de 1852; el mismo año, el Imperio fue proclamado y él nombrado emperador Napoléon III. El 30 de enero de 1853, se casó con la cosmopolita y sofisticada aristócrata española Eugenia de Montijo.

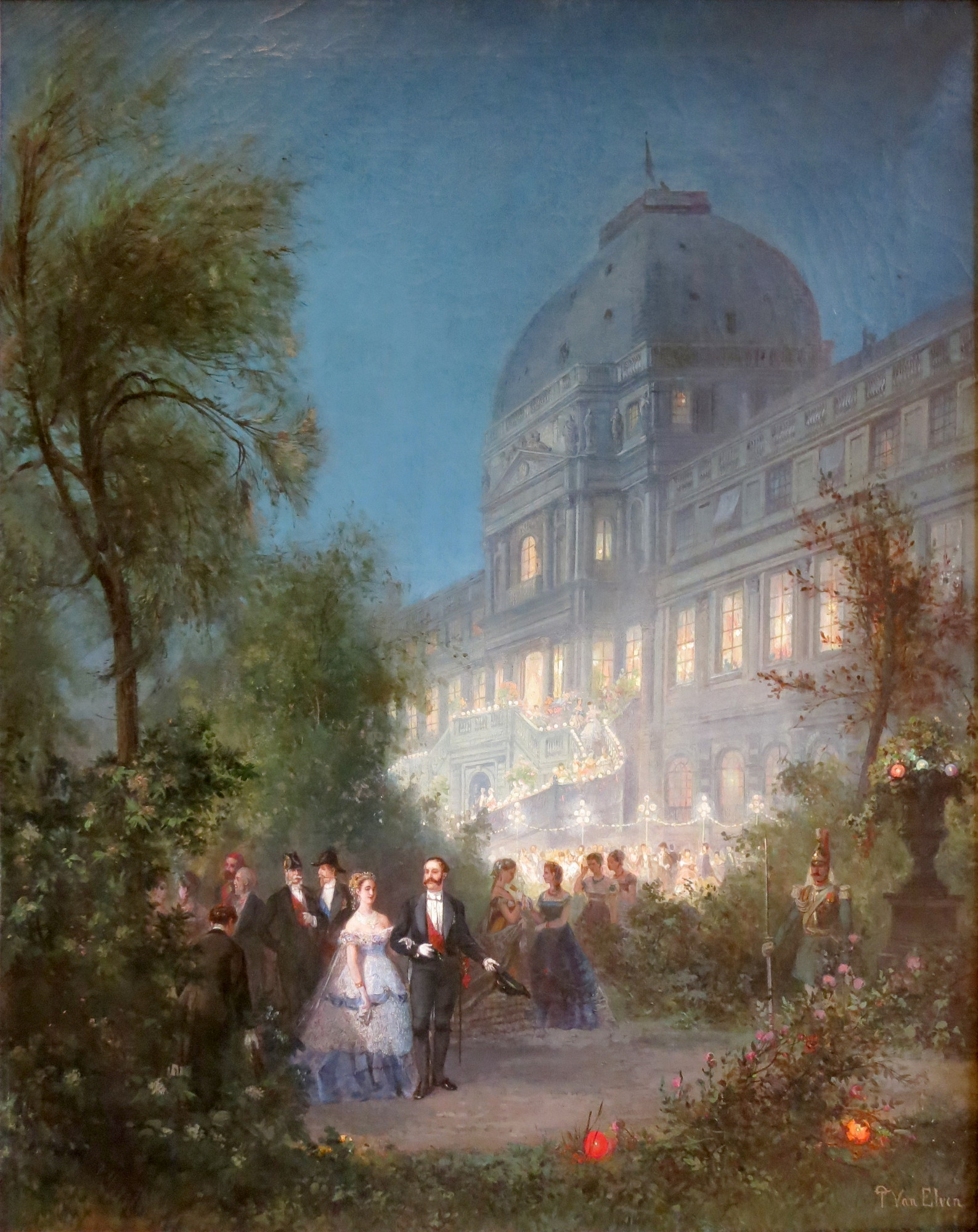
La recepción en los jardines durante la Exposición de 1867.

Reconvertidas en residencia imperial, las Tullerías bajo el Segundo Imperio experimentaron su último periodo de esplendor. En un principio, las obras se limitaron a restaurar y refrescar la decoración de las estancias. Siguiendo la estela del reinado anterior, el Emperador se instaló en la planta baja, en el antiguo appartement de Luis Felipe I y su esposa. Por el contrario, la Emperatriz lo hizo en los antiguos aposentos de Napoléon I y Carlos X, en dichos aposentos nació el único hijo de la pareja el 16 de marzo de 1856.
En las Tullerías, la corte residía en invierno, la llegada del buen tiempo marcaba el traslado al cercano Château de Saint-Cloud, luego en junio/julio a Fontainebleau, en agosto era el turno de tomar las aguas en Vichy o Plombières, en septiembre los bains de mer en Biarritz, a continuación una corta estancia en Saint-Cloud y finalmente el otoño en Compiègne. Mientras la corte residió en las Tullerías, estas fueron centro de innumerables fiestas y celebraciones.
En 1858, Hector Lefuel (arquitecto del palacio desde 1852) acometió una importante transformación de los aposentos imperiales, la loggia y terraza sur que Le Vau había construido desaparecieron para dejar paso a nuevas estancias para la pareja imperial. En el primer piso, en el appartement de la Emperatriz, tres nuevos salones fueron construidos: el salon vert, el salon rose y el salon bleu, usados, respectivamente, como salón para las damas, antecámara y salón de audiencias. Dichos salones pueden considerarse como el ejemplo más perfecto de aquello que se llamará style Louis XVI-Impératrice, en otras palabras el típico ejemplo de decoración Segundo Imperio, que mezclaba revivals históricos, antigüedades y muebles nuevos y confortables con tapicerías capitoné.

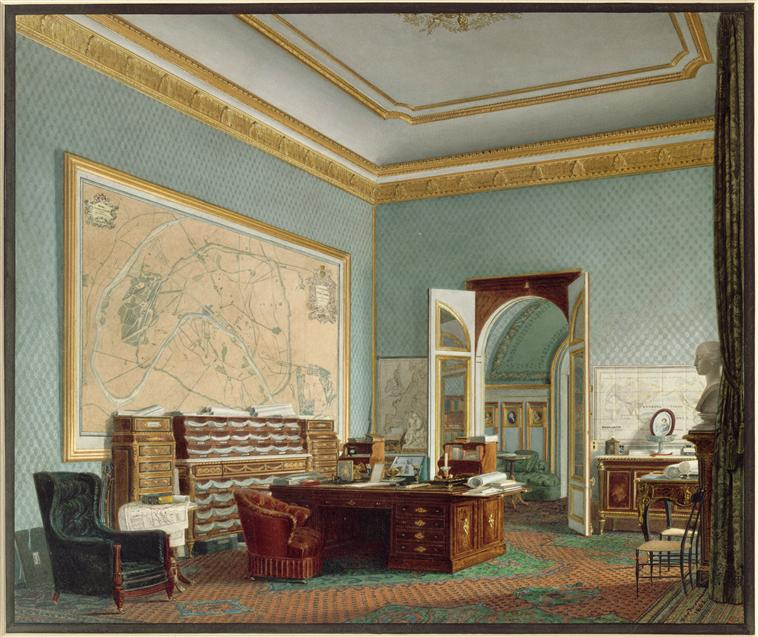
El Gabinete del Emperador.

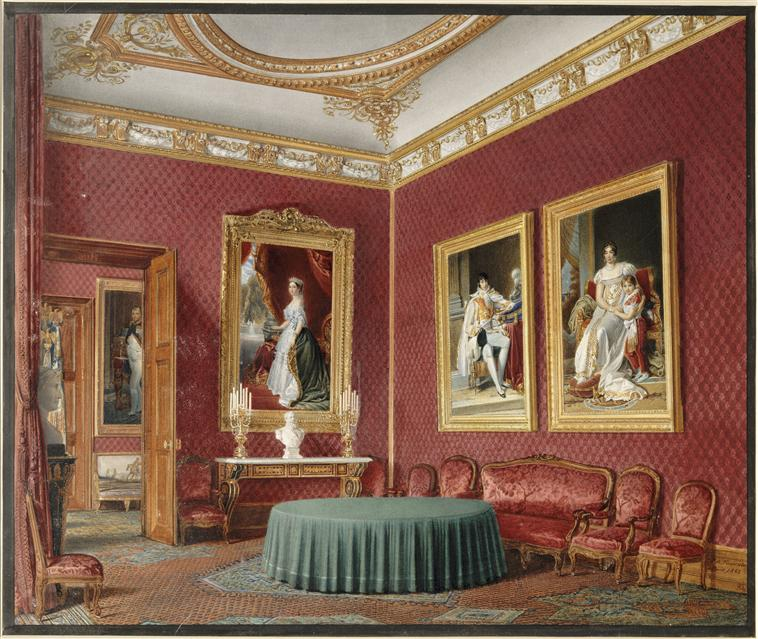
El Salón de los Ministros.

En uno de los periodos más espléndidos de su existencia, poco antes de su definitiva destrucción, el Palacio de las Tullerías se organizaba de forma parecida a épocas precedentes:
- el Grand Appartement en el primer piso cara al Carrousel: Escalera, Galería des Travées con acceso a la Capilla, Sala de Guardias, Galería de la Paz, Sala de la Columna (fumoir), Salón de los Mariscales, Salón de Primer Cónsul, Salón de Apolo, Salón del Trono, Salón Luis XIV (comedor) y Galería de Diana.
- el Appartement de la Emperatriz en el primer piso cara al jardín, con acceso desde el pabellón central: Escalera de la Emperatriz, Salón de los Ujieres, Salón Verde (damas de compañía), Salón Rosa (sala de espera), Salón Azul (sala de audiencias), Gabinete de la Emperatriz, Boudoir de la Emperatriz, Dormitorio de la Emperatriz. El resto de salas hasta el Pavillon de Flore estaban destinadas al Príncipe imperial desde 1868.
- el Appartement del Emperador en la planta baja cara al jardín, con acceso desde el pabellón central: Salón de los Ujieres, Salón de los aides-de-camp, Salón del Consejo, Biblioteca del Emperador, Tocador del Emperador, Baño del Emperador y Dormitorio del Emperador. El resto de salas hasta el Pavillon de Flore estaban destinadas al sus secretarios.
- el Pavillon de Marsan estaba ocupado por altos cargos de la Casa del Emperador: el Grand Mariscal de Palacio y el Gran Chambelán de Palacio.
- el Pavillon de Flore estuvo destinado en origen al príncipe Luis Napoléon, luego estuvo en obras desde 1861.

#### ElNouveau Louvre

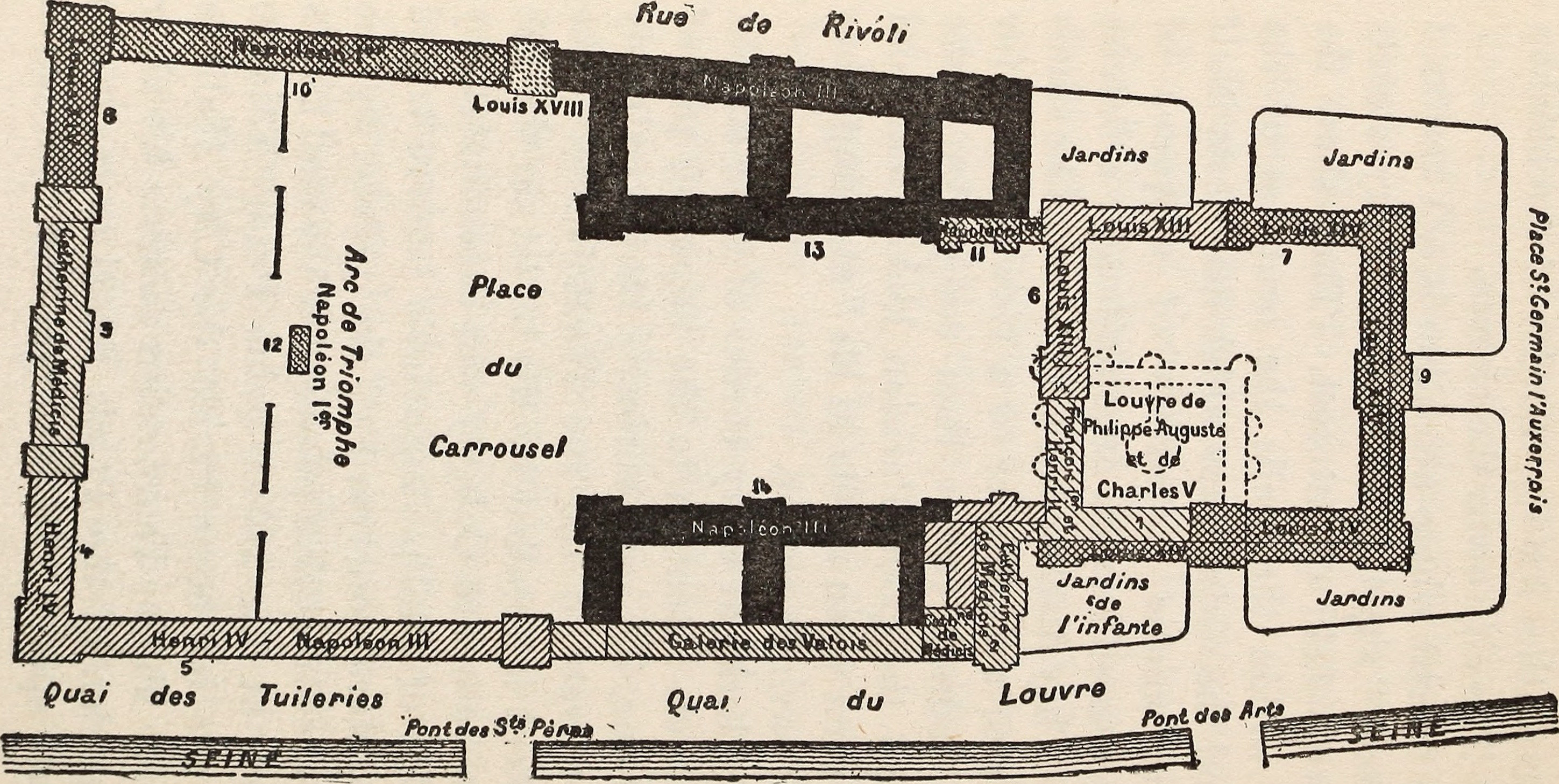
Mapa del complejo con el Nouveau Louvre en negro, las Tullerías a la izquierda y el Louvre a la derecha.

Paralelamente a la instalación de la Familia Imperial en el palacio, se acometió de 1852 a 1861 la ansiada reunión del Louvre y las Tullerías por el norte, siguiendo el "Grand Dessein" de principios del siglo XVII y eliminado, definitivamente, el decrépito barrio que se erigía entre ambos palacios. Los arquitectos Louis Visconti y, tras su muerte en 1853, Hector Lefuel fueron responsables de dirigir el primer proyecto faraónico del reinado.

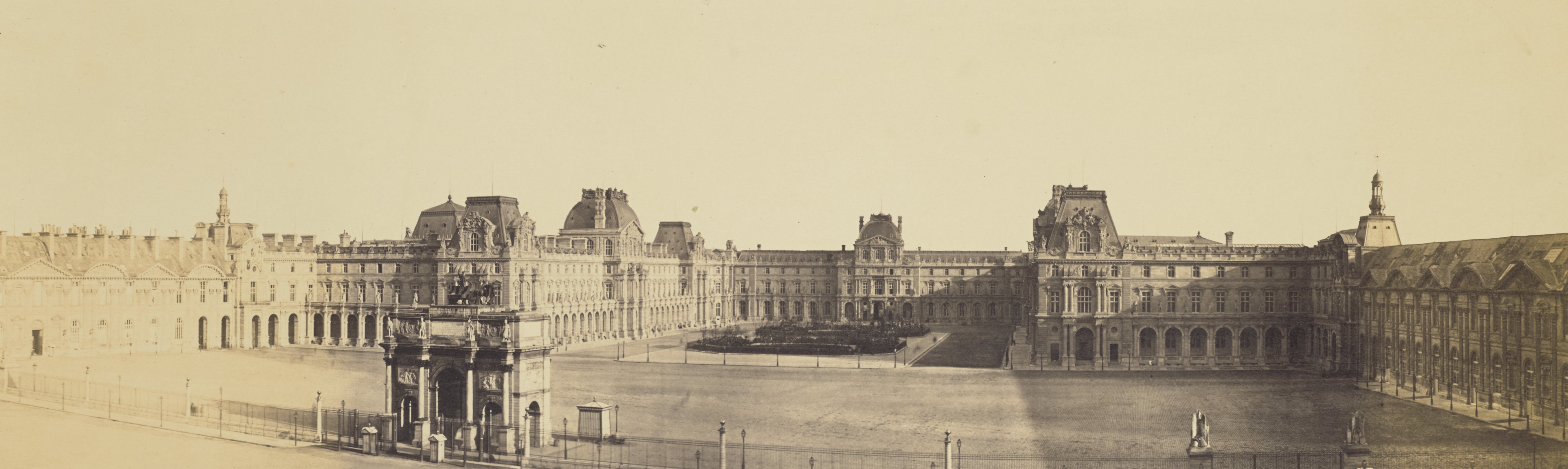
Panorámica del Nouveau Louvre desde el Palacio de las Tullerías.

En 1857, después de seis años de trabajos, el Emperador inauguró los nuevos edificios, llamados "Le Nouveau Louvre", con sus característicos pabellones repletos de esculturas y sus altísimos tejados. Los nuevos edificios no solo contenían salas de exhibición del museo, sino también los nuevos establos imperiales, además de varias oficinas ministeriales, la Bibliothèque du Louvre y una vasta sala del trono para sesiones conjuntas del Parlamento (la Salle des États). El acondicionamiento y decoración de los interiores se alargó hasta 1861. Tras su terminación, el gigantesco complejo formado por el Louvre y las Tullerías se convirtió en un auténtico "quadrilatère impérial".

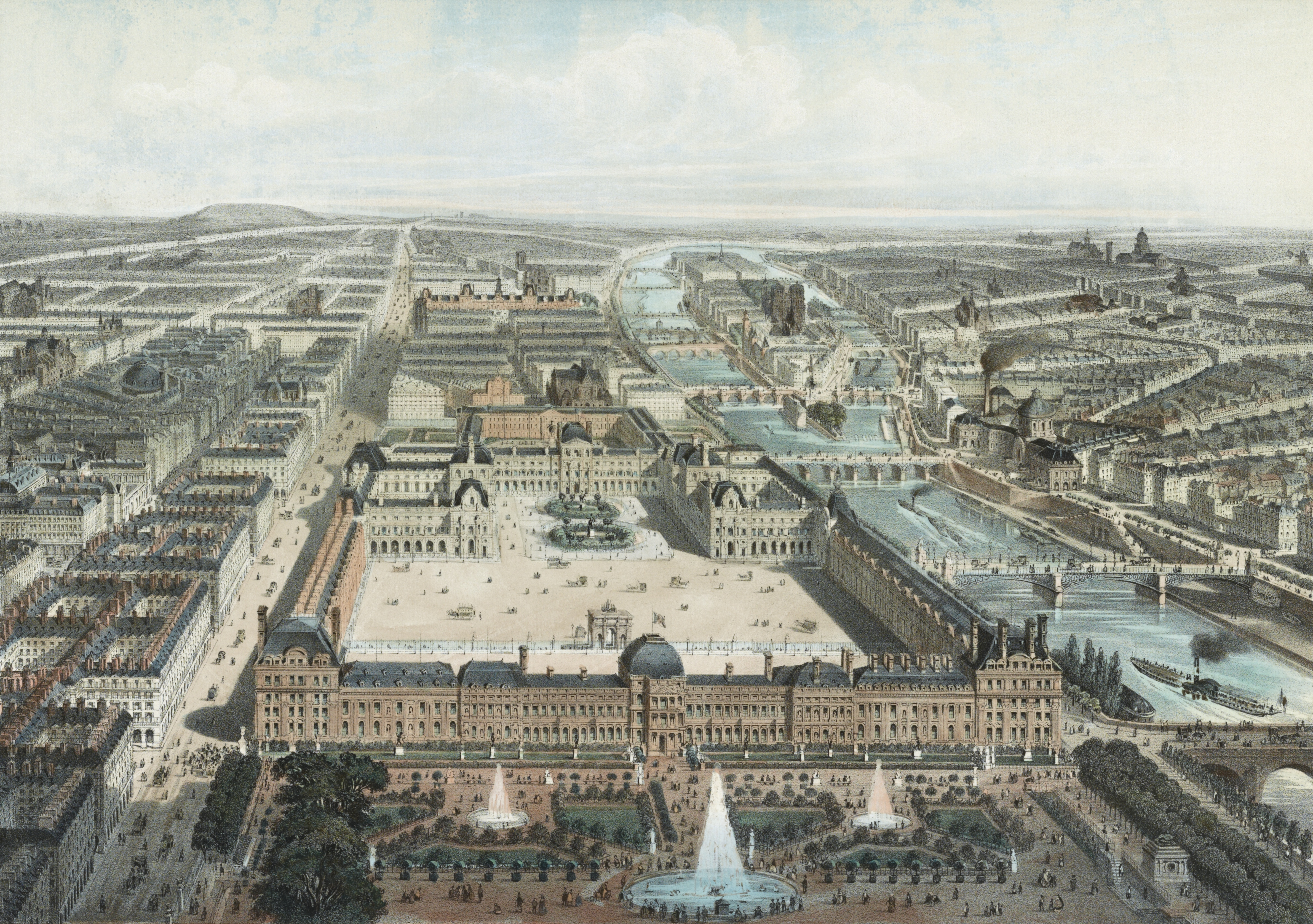
El quadrilatère impérial con el Louvre (al fondo) Tullerías (primer plano) y el Nouveau Louvre en medio.

#### LasNouvelles Tuileries
Apenas terminadas las obras en el Nouveau Louvre en 1861, Lefuel consideró que era el momento de continuar la renovación del complejo centrándose ahora en el Palacio de las Tullerías. No en vano, el Pavillon de Flore construido más de dos siglos antes bajo el reinado de Enrique IV, amenazaba ruina. Desde 1850, el pabellón permanecía apuntalado y, en 1860, parte de la cornisa se había desprendido. Lefuel propuso demolerlo y reconstruirlo de nuevo. El arquitecto también convenció al Emperador para hacer lo mismo con la parte oeste de la Grande Galerie que comunicaba con el palacio del Louvre, en parte por cuestiones estructurales, en parte porque consideraba el orden colosal de su fachada "una invención desafortunada que tuvo una influencia nefasta".

El nuevo Pavillon de Flore fue reconstruido con un orden superpuesto profusamente decorado con relieves y esculturas y un alto tejado. En la cornisa, Carpeux esculpió un exuberante "Triunfo de Flora". Una articulación similar siguieron las fachadas de la Grande Galerie y, además, se construyó un monumental pórtico en la parte central que comunicaba con la Cour du Carrousel.

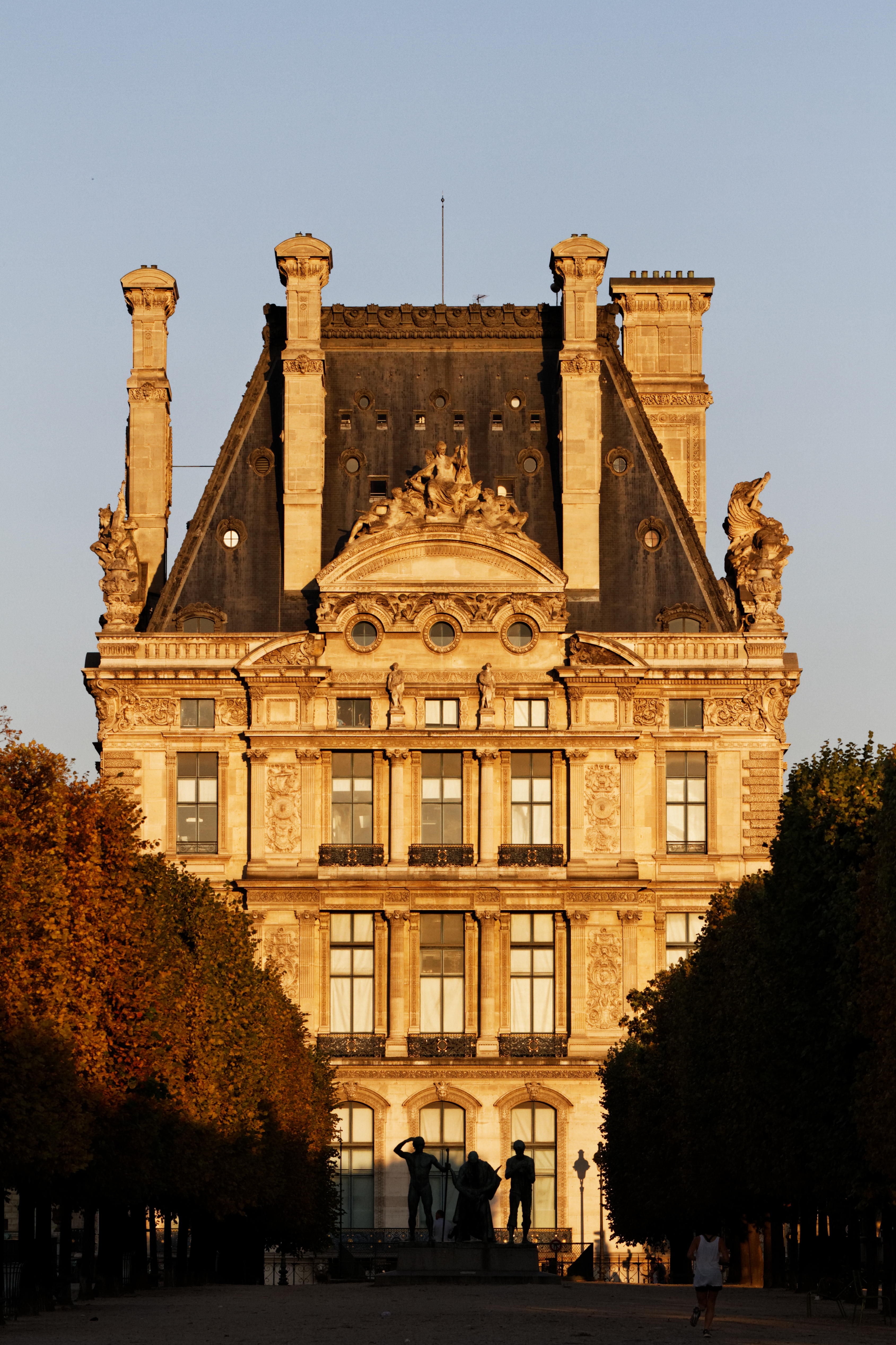
El nuevo Pavillon de Flore.

El interior sufrió cambios en su distribución, en el pabellón y en la parte tomada a la antigua Grande Galerie se proyectó un appartement para soberanos extranjeros de visita. Asimismo, se añadió, cara a la Cour du Carrousel un nuevo pabellón (el Pavillon des Sessions) que debía contener una amplia sala del trono en sustitución de la Salle des États del Nouveau Louvre (ver más arriba). En verano de 1870, cuando estalló la Guerra Franco-prusiana, las obras estaban terminadas, faltando, esencialmente, labores de decoración y acondicionamiento interior.
Se quedó en el tintero la reforma de toda la parte norte, incluyendo una nueva fachada para el Pavillon de Marsan y la ampliación de la Aile Neuve, todo ello destinado a albergar oficinas de la administración de la corte; por no hablar de un nuevo pabellón gemelo al Pavillon des Sessions y que debía contener un nuevo teatro de corte en sustitución de la ya anticuada Salle des Spectacles. Del mismo modo tampoco se llegaron a empezar las transformaciones que Lefuel proyectó para el núcleo del palacio, incluyendo nuevas fachadas parecidas a las de la Grande Galerie, una nueva capilla o una monumental escalera.

### La caída del Imperio (septiembre de 1870)
En julio de 1870, Napoléon III declaró la guerra a Prusia, pronto las primeras noticias de los fracasos militares empezaron a llegar a la capital, la emperatriz Eugenia, regente ante la ausencia del Emperador, decidió abandonar Saint-Cloud e instalarse en las Tullerías. La medianoche del 6 de agosto, la Emperatriz y la corte reentraron en la capital. El 9 de agosto cayó el gobierno del Émile Ollivier y se formó uno de nuevo con el general Palikao a la cabeza.
Durante estas semanas, el palacio permaneció como si la corte no estuviera allí, con las fundas puestas sobre muebles y lámparas, y, ante el desastroso curso que tomaba la guerra, ninguna celebración tuvo lugar.
El 3 de septiembre llegaron las primeras noticias de la Derrota de Sedan y la captura del Emperador. Al día siguiente se produjeron los primeros disturbios en París, la muchedumbre invadió el Hôtel de Ville y proclamó la república. En las Tullerías, ante una Emperatriz consternada, se barajaron varias posibilidades para abandonar el palacio, mientras grupos de manifestantes empezaban a invadir el jardín de las Tullerías y la plaza del Carrousel. Usar una de las barcazas del Sena era demasiado arriesgado, ya que ante la primera esclusa cerrada, todos serían detenidos, tampoco era recomendable usar uno de los carruajes oficiales, con los cocheros de librea y las armas imperiales grabadas en los laterales. Finalmente, se decidió usar un carruaje convencional, pero se convino que sería más seguro cogerlo delante de Saint Germain l'Auxerrois. A la una y media del mediodía, la Emperatriz y su pequeño séquito, Madame Lebreton (su dama de compañía), Constantino Nigra (el embajador italiano) y Richard von Metternich (el embajador austríaco) abandonaron las Tullerías cruzando el Pavillon de Flore y la Grande Galerie, que aún se encontraban en obras. Cruzaron las desiertas salas del Louvre, repletas de obras de arte y salieron por la Colonnade, en el extremo este del complejo Louvre-Tullerías. Allí, las dos mujeres cogieron un fiacre de alquiler. Después de visitar las casas de dos miembros de la corte (que encontraron vacías), se dirigieron a la residencia del Doctor Evans, el dentista americano de la Emperatriz. Gracias a su ayuda, tres días después, la emperatriz fugitiva llegaba a Londres.
Después de la partida de Eugenia, los sirvientes del palacio y miembros de la corte fueron dejando sus uniformes y libreas y abandonando las Tullerías, hacia las cuatro todo el mundo había partido. Esta vez, al contrario que en 1830 y 1848, no hubo saqueos, pero una vez más se escribió "Mort aux voleurs" (Muerte a los ladrones) en los muros.
El 4 de septiembre de 1870, el Segundo Imperio había dejado de existir, y con él, la monarquía en Francia. Las horas más funestas del Palacio de las Tullerías aún estaban por llegar.

### El gobierno provisional (septiembre de 1870 - marzo de 1871)
Tal como había ocurrido en 1848, después de la caída de la monarquía, el palacio fue transformado en hospital para los heridos de guerra y en sus puertas se escribió "PROPIÉTÉ NATIONALE".
El 10 de septiembre el palacio fue oficialmente desafectado por el nuevo gobierno republicano. Todos los antiguos miembros de la corte y servidores del palacio abandonaron definitivamente sus aposentos, solo permaneciendo el administrador y el personal de mantenimiento junto con los enfermos del hospital y los enfermeros. Poco a poco, las piezas de arte y mobiliario más relevantes se fueron trasladando al vecino Palacio del Louvre o al ex Gardemeuble Impérial (actual Gardemeuble National). Paralelamente, se hizo lo mismo con los efectos personales de la Familia Imperial, que fueron guardados en maletas y cajas y enviados a Londres (donde se había exiliado la Emperatriz) o a la Embajada de Austria en París. Asimismo, se procedió a un examen minucioso de los "papeles de las Tullerías", es decir de los documentos encontrados en los gabinetes del Emperador y la Emperatriz, dichos documentos fueron más tarde publicados.
Ocasionalmente, se permitía a los parisinos visitar el emblemático edificio, siguiendo a antiguos sirvientes que hacían de guías. A principios de marzo de 1871, fueron los victoriosos oficiales prusianos los que visitaron el palacio.

### La Comuna y la destrucción del palacio (marzo-mayo de 1871)
Mientras las Tullerías parecían adormecerse, la Guerra Franco-prusiana siguió y con ella la derrota de la nueva república. La firma del armisticio con el Reino de Prusia sublevó a cierta parte de la población parisina y el nuevo gobierno francés, con Adolphe Thiers a la cabeza, se vio obligado a trasladarse a Versalles. En París se proclamó la Comuna el 18 de marzo.

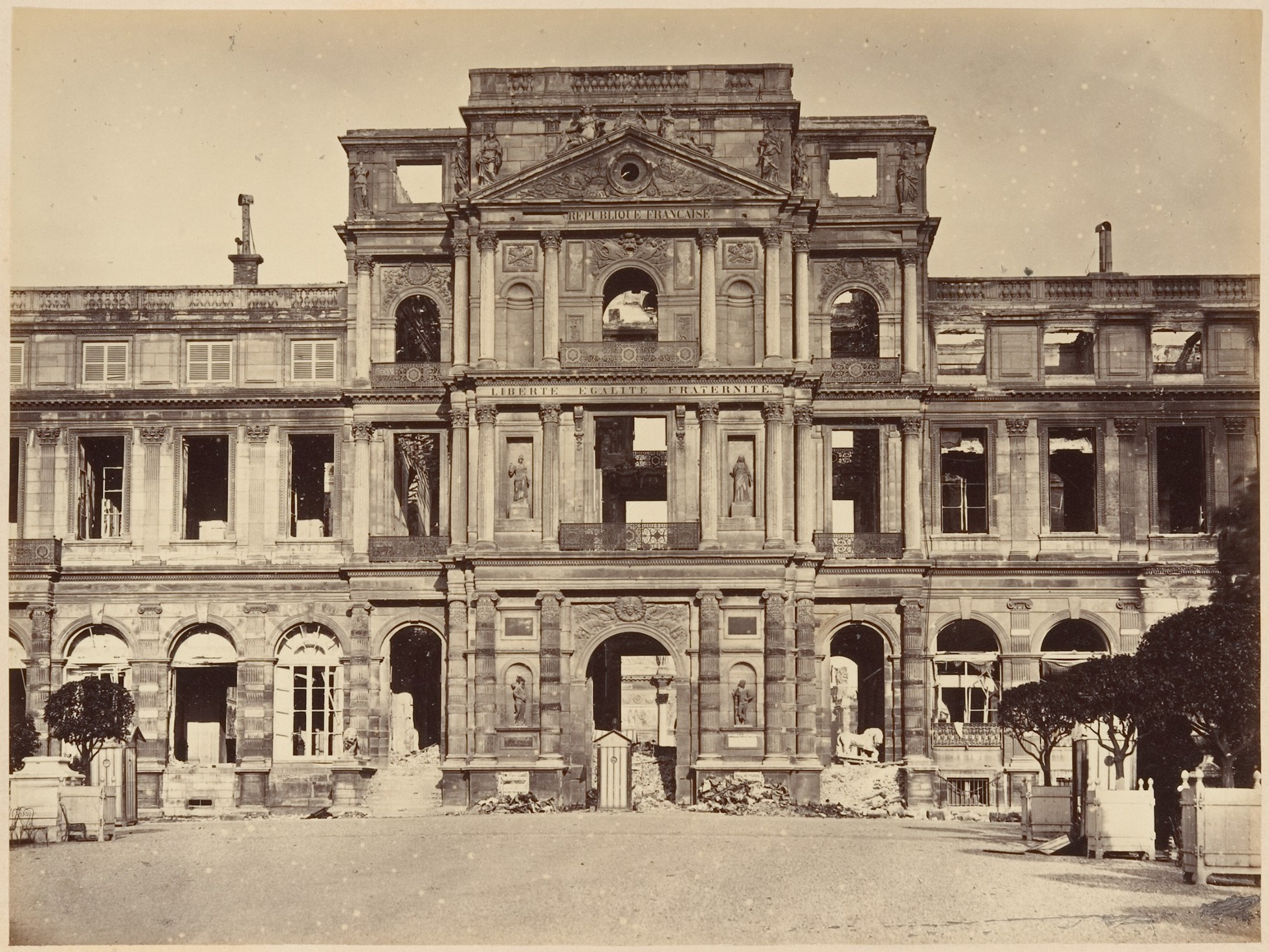
El Pavillon d'Horloge en ruinas.

La Comuna de París utilizó el antiguo grand appartement de las Tullerías para fiestas y conciertos populares: los «conciertos comunitarios». Asimismo, varios líderes communards se instalaron en los antiguos aposentos de altos cargos de la corte imperial en el Pavillon de Marsan.
El 22 de mayo, las tropas gubernamentales de Versalles empezaron la dura reconquista de la ciudad, dando inicio a la llamada "Semana Sangrienta" en referencia a la dureza de los combates y de la represión. Ese mismo día, el "general" Bergeret se instaló en el palacio con su estado mayor, declarando entonces: «Cuando deje las Tullerías, las Tullerías serán cenizas».
El 22 y el 23 de mayo, los communards acorralados por el avance de las tropas gubernamentales prendieron fuego a varios edificios emblemáticos antes de retirarse. Fueron los conocidos como pétroleurs, llamados así por llevar consigo cubos de petróleo.

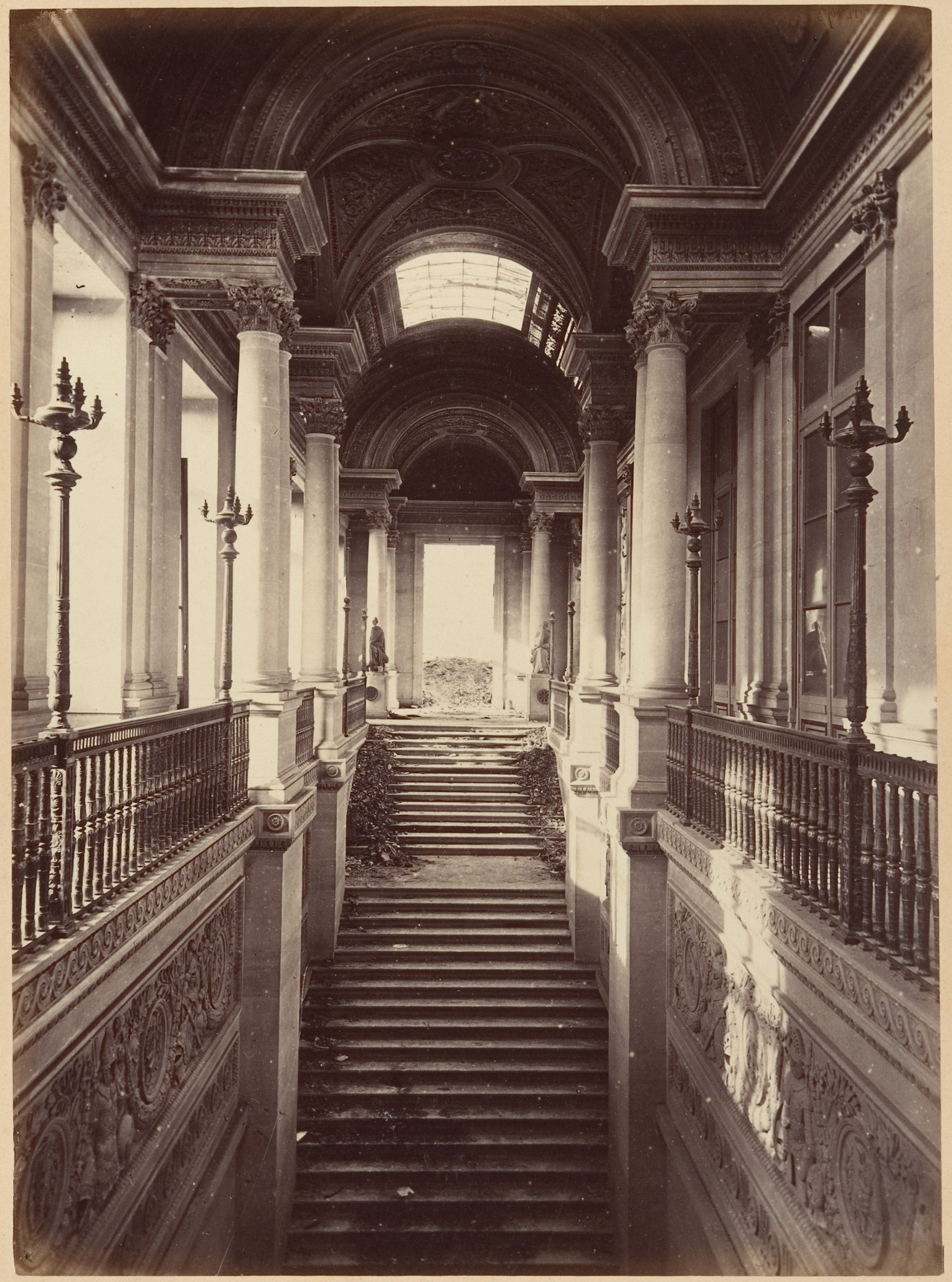
La antigua escalera principal construida por Fontaine en 1831 en ruinas.

Finalmente, el 23 de mayo por la tarde, bajo las órdenes de Bergeret, sus ayudantes Bénot y Boudin condujeron una banda por todos los aposentos del palacio e hicieron rociar las paredes de petróleo. Hacia las 8 de la tarde empezó el incendio; poco antes de las 9, el reloj de las Tullerías se paró por el efecto del fuego y hacia medianoche el pabellón central, el Pavillon de l'Horloge, donde se habían almacenado barriles de pólvora, fue sacudido por una gran explosión que hundió la cúpula. Bergeret, que había observado el incendio desde las terrazas del Nouveau Louvre, envió entonces un mensaje al ayuntamiento, la sede de la Comuna: "Los últimos vestigios de la realeza acaban de desaparecer. Deseo que lo mismo ocurra a todos los monumentos de París".
El palacio de las Tullerías ardió durante casi dos días hasta que el fuego se empezó a propagar por las alas laterales que lo unían con el Louvre. El museo y sus colecciones solo se salvaron gracias a la intervención, el 24 de mayo, del militar gubernamental Martian de Bernardy de Sigoyer, que lideraba al 26.º batallón de chasseurs à pied y que antes de continuar los combates decidió ayudar a extinguir las llamas.

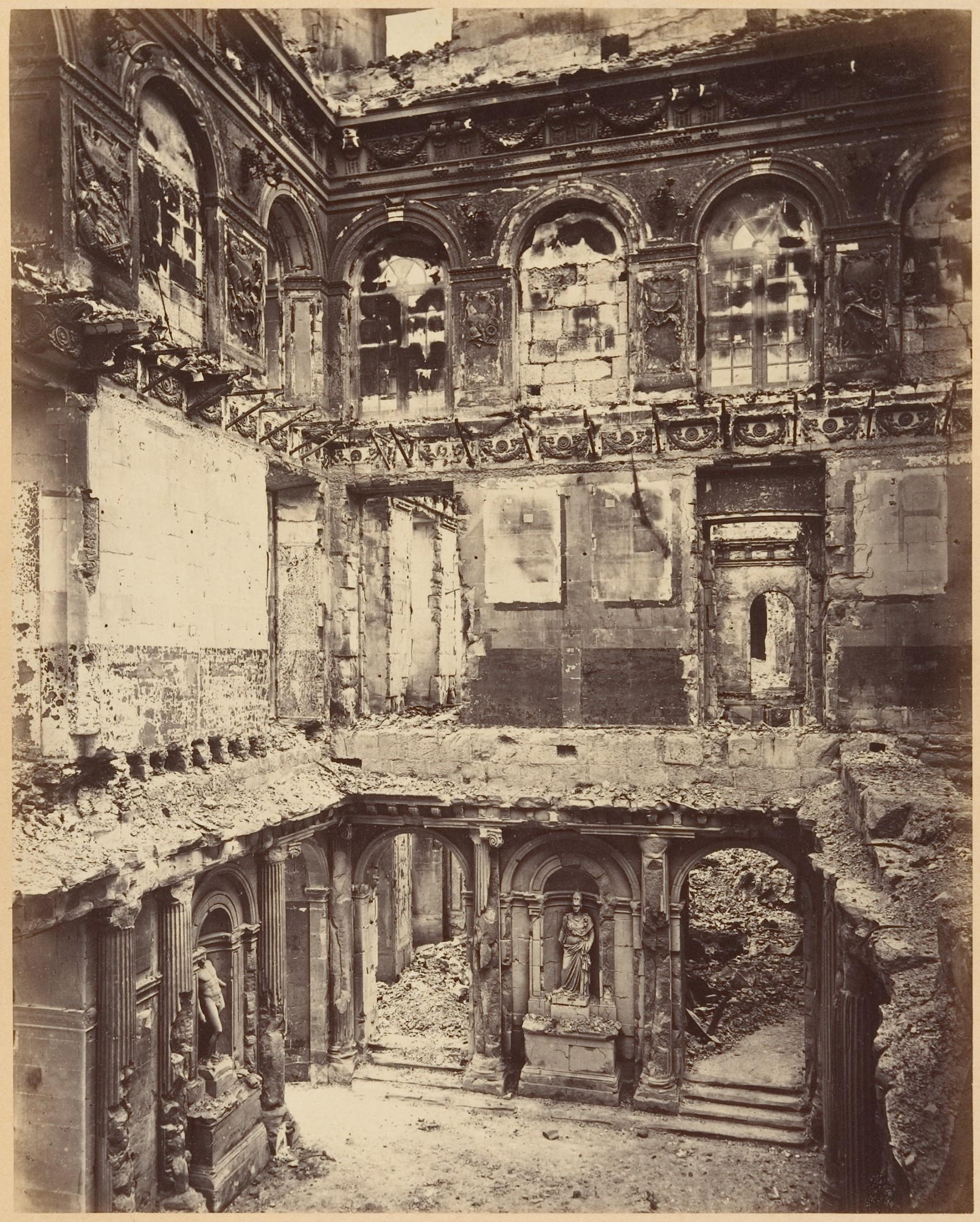
El antiguo Salon des Maréchaux bajo la cúpula central tras el incendio.

Con el incendio de las Tullerías, la Comuna aspiraba a destruir uno de los símbolos del régimen monárquico francés, no en vano todos los soberanos franceses del siglo XIX habían residido en él. Se argumentó que el incendio del edificio respondió a razones tácticas, causa difícilmente justificable cuando se tiene en cuenta que la mayoría de los edificios incendiados en París fueron sedes de instituciones gubernamentales como el Ministerio de Finanzas, la Bibliothèque du Louvre con su preciada documentación sobre historia del arte, el Palais-Royal, el Hôtel de Ville y el Palais de Justice (con sus irremplazables archivos parroquiales) o la sede de la Legión de Honor. También fueron pasto de las llamas las residencias de importantes personalidades como el político Adolphe Thiers (que lideraba el nuevo gobierno republicano) o el escritor Prosper Mérimée (vinculado al derrocado régimen imperial).
Poco antes del inicio de los combates, la anarquista Louise Michel, una de las líderes de la Comuna, había declarado: "Paris será nuestro o no existirá".

### Las ruinas durante la Tercera República (1871-1883)

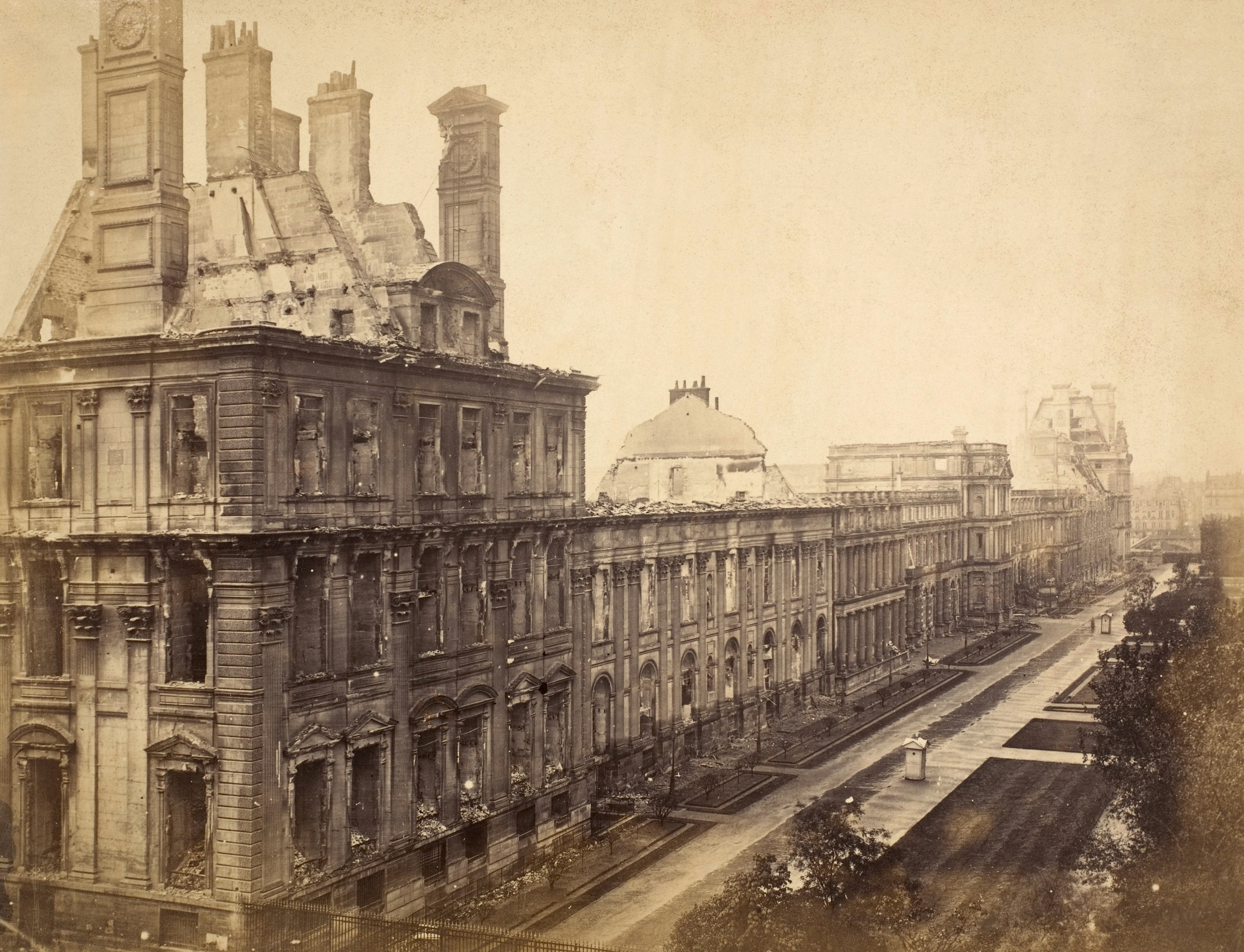
La fachada del jardín con el Pavillon de Marsan en el primer plano tras el incendio.

Para el nuevo régimen republicano surgido de la desastrosa Guerra Franco-prusiana las ruinas calcinadas del antaño fastuoso palacio fueron un símbolo doblemente incómodo, por un lado, recordaban a los fastos monárquicos (la monarquía a punto estuvo de ser restaurada en 1873) y por otro a los excesos de la Comuna y a los annus horribilis de 1870-1871.

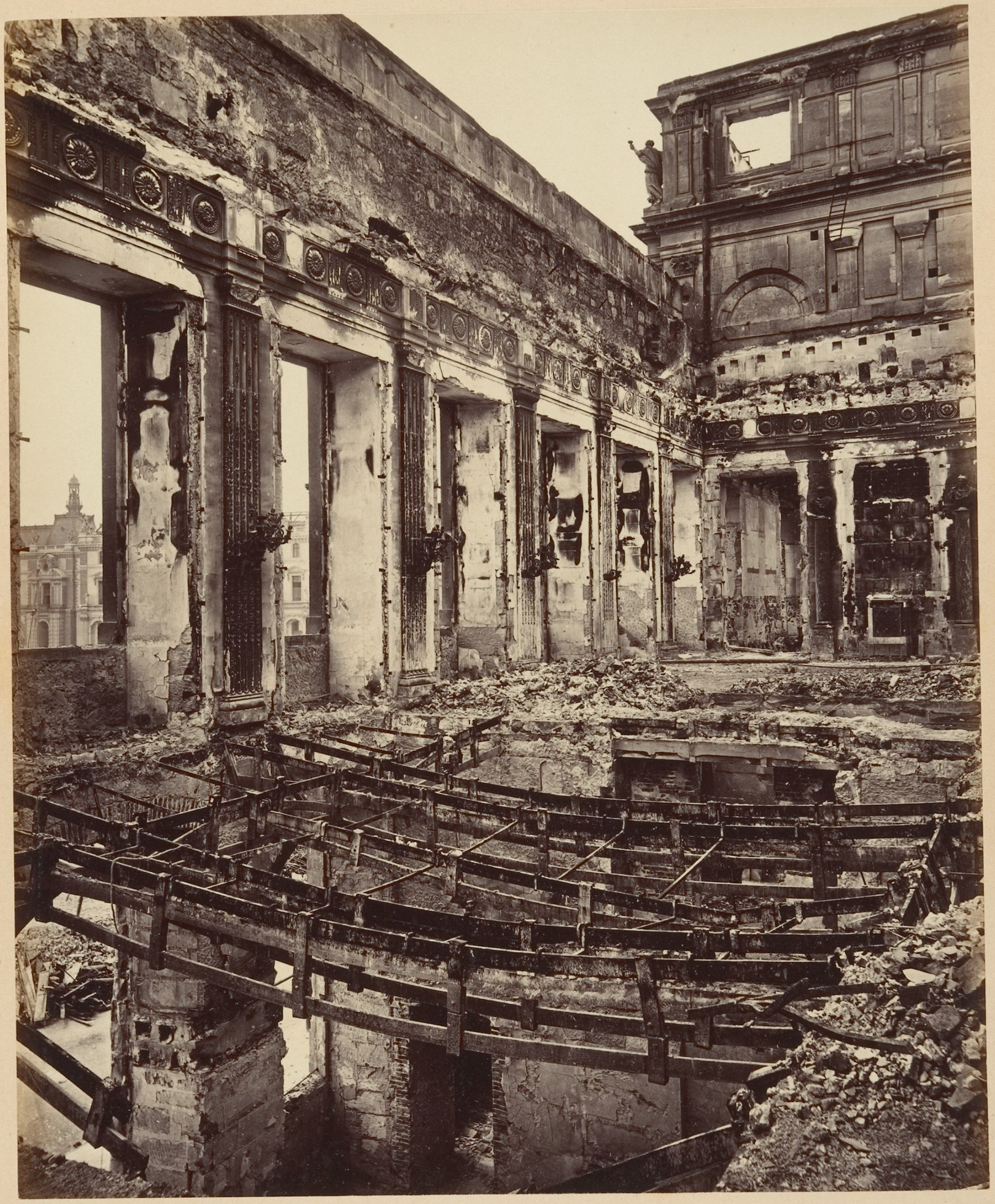
La antigua Galerie de la Paix (ver más arriba) tras el incendio.

A partir de 1873, algunas partes del palacio empezaron a ser restauradas, a la espera de un proyecto de reconstrucción definitivo. Mediante derribos, la parte central fue separada de los pabellones y alas laterales, que fueron reconstruidos. De 1874 a 1878, Hector Lefuel reconstruyó el Pavillon de Marsan y la Aile Neuve siguiendo el modelo que él mismo había hecho en el Pavillon de Flore y parte de la Grande Galerie. Desde 1905 este espacio alberga el Museo de las Artes Decorativas de París. De 1878 a 1879, fue el turno del Pavillon de Flore y el ala paralela al río, mucho menos dañados por el fuego a gracias al uso del hierro en su estructura y techumbre. En 1879 al Ayuntamiento de París se instaló en esa zona, donde permaneció hasta 1890, con la inauguración del nuevo Hôtel de Ville. En 1877 se abrió la avenida Général-Lemmonier el lado de las ruinas, separando, por primera vez en más de trescientos años, las Tullerías del jardín homónimo.

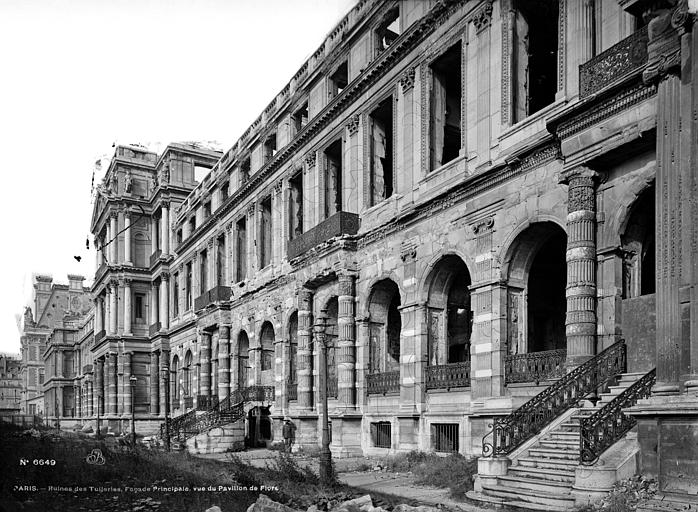
Fachada hacia el jardín, con los aposentos del Emperador en la planta baja y de la Emperatriz en el primer piso, en ruinas.

Con la elección de Jules Grévy como presidente de la República en 1879, el gobierno francés tomó una serie de decisiones destinadas a eliminar varios símbolos monárquicos. Ese mismo año se votó en la Asamblea Nacional la demolición de las ruinas de las Tullerías que, finalmente, se produjo en 1883 durante el gobierno del republicano Léon Gambetta. En ese mismo contexto también se decidió la venta de las Joyas de la Corona en 1887 o la demolición del castillo de Saint-Cloud en 1892.

### Vestigios
Los restos de las Tullerías fueron, en su mayor parte, adquiridos por el estado francés o vendidos a particulares franceses o extranjeros. El emblemático diario Le Figaro, por ejemplo, regaló a sus abonados pisapapeles hechos con fragmentos de mármol del palacio. A pesar de la dispersión, algunos restos aún pueden contemplarse en:

#### En París
- las esculturas que ornaron el ático del Pavillon de l'Horloge en su fachada este (hacia la Cour du Carrousel) se exhiben en el Louvre, al lado de los cimientos medievales del museo.
- el frontón y el reloj de la misma fachada fueron remontados en la Square Georges-Cain, en Le Marais.
- restos varios se encuentran en el patio del número 9 de la Rue Murillo, en París
- el marco de un ventanal de la planta baja de la fachada este (hacia la Cour du Carrousel) se encuentra escondida entre el follaje del Jardin du Trocádero.
- una exuberante arcada construida por De l'Orme para la loggia del jardín está expuesta en la sección de escultura del Louvre desde 2011.[73]
- otra arcada muy parecida se erige en el Jardín de las Tullerías.
- una columna, también de De l'Orme, se conserva en el patio de la École de Beaux-Arts.
- una villa en Suresnes y otra en Marly también poseen fragmentos de la fachada.

#### En otros sitios
- una gran cantidad de elementos de las fachadas del palacio fueron usados para la construcción del Château de la Punta en Ajaccio, propiedad del Duque de Pozzo di Borgo, declarado enemigo de los Bonaparte.
- las balaustradas de hierro serían las del lejano Palacio de Carondelet (Palacio de Gobierno), en Quito, Ecuador.[74]
- parte de las verjas fueron compradas para la Plaza Grande de Quito, Ecuador y desmontadas en 1938, quedando rezagos en varias propiedades privadas alrededor de la ciudad.[75]
- parte de las verjas de las Cour du Carrousel estarían en un palacio de la familia Esterhazy en Hungría.[70]

### Propuesta de reconstrucción
En febrero de 2004, bajo iniciativa de la Académie du Second Empire, se creó el "Comité nacional para la Reconstrucción de las Tullerías" (en francés: Comité national pour la reconstruction des Tuileries) que buscaba reconstruir el palacio con suscripciones privadas, por una cantidad estimada en torno a 350 millones de euros. El proyecto se inspiraba en otros contemporáneos como la Frauenkirche de Dresde o el Stadschloss de Berlín. En junio de 2006, el Ministerio de Cultura y Comunicación creó por decreto ministerial una comisión de estudios presidida por el exministro de Cultura Maurice Druon.
Este proyecto, que en principio no encontró oposición por parte del gobierno francés ni del Ayuntamiento de París, fue, desde su inicio, muy debatido en la opinión pública francesa. El 17 de enero de 2009, los miembros del Comité Francés de Historia del Arte (Comité français d'Histoire de l'Art — CFHA) aprobaron por unanimidad una moción contraria al proyecto de reconstrucción, arguyendo que el nuevo edificio sería un pastiche, que implicaría la destrucción de parte de las fachadas de los pabellones Marsan y Flore, que no se puede rehacer la historia y los recursos podrían destinarse al patrimonio francés en peligro.
El poco entusiasmo de las instituciones, la crisis económica de 2008 y la muerte de su principal promotor Alain Boumier en 2010 acabaron dejando el proyecto en el aire.